# معمارية تويوتا العالمية الجديدة
معمارية تويوتا العالمية الجديدة (TNGA) هي عبارة عن منصات سيارات معيارية تدعم مجموعة متنوعة من طرازات تويوتا ولكزس بدءًا من الجيل الرابع من بريوس في أواخر عام 2015. تتكيف منصات TNGA مع أحجام مختلفة من المركبات وتدعم أيضًا أنظمة الدفع الأمامي والخلفي والرباعي.
طُورت المنصات كجزء من جهد الشركة لتبسيط المركبات التي تنتجها تويوتا. قبل إدخال TNGA، كانت تويوتا تبني حوالي 100 نوع مختلف من المنصات.اعتبارًا من عام 2020، تدعم منصات TNGA الخمسة أكثر من 50٪ من مركبات تويوتا المباعة في جميع أنحاء العالم ومن حاليا تدعم حوالي 80٪ منذ عام 2023.
تعتمد كل منصة على ارتفاع مقعد قياسي يسمح بمشاركة المكونات الداخلية الرئيسية مثل أنظمة التوجيه، وناقلات الحركة، والدواسات، وإطارات المقاعد، والوسائد الهوائية.غالبًا ما تكون هذه المكونات أقل وضوحًا، مما يسمح للسيارات التي تشارك المنصات أن يكون لها تصميمات داخلية فريدة. وبالمقارنة مع منصات تويوتا القديمة، تقل تكلفة إنتاج TNGA بنسبة 20٪ مع توفير زيادة في صلابة الهيكل وانخفاض في مركز الثقل لتحسين المناورة وانخفاض غطاء المحرك لتحسين الرؤية الأمامية.
لم تتوقف ثورة TNGA عند منصات السيارات، بل امتدت إلى محركاتها أيضًا. فقد طُور محرك داينمك فورس بالتوازي مع منصة TNGA ليحل محل أكثر من 800 نوعًا من المحركات بتشكيلة أبسط بكثير تتكون من 17 إصدارًا لـ 9 محركات مختلفة. كما تعمل تويوتا أيضًا على تبسيط تشكيلة ناقلات الحركة ونظم الهجين والدفع الرباعي.

## TNGA-B (GA-B)
تدعم منصة TNGA-B المركبات ذات الهيكل الموحد في فئات A (سيارات المدينة) أو B (سيارات السيدان الصغيرة) أو سيارات الكروس أوفر المدمجة متعددة الاستخدامات أو الميني فان. طُورت المنصة من قبل "شركة تويوتا للسيارات الصغيرة" الداخلية، وتُقدم المنصة في كل من خيارات الدفع بالعجلات الأمامية والدفع الرباعي مع محرك عرضي. كما تدعم المنصة قاعدة عجلات بطول 2,430-2,750 مم (95.7-108.3 بوصة)، بينما تدعم فقط محركات ثلاثية الأسطوانات. تحل منصة TNGA-B محل منصة B القديمة.
المركبات التي تستخدم المنصة (بناءً على سنة الصنع):
- تويوتا أكوا – XP210 (2021 إلى الوقت الحاضر) [7]
- تويوتا أيجو إكس — AB70 (2022 إلى الوقت الحاضر) [8]
- تويوتا ياريس — XP210 (2020 إلى الوقت الحاضر) [9]
  - تويوتا جي آر يارس — XP210 (2020 إلى الوقت الحاضر؛ مع الجزء الخلفي من منصة GA-C) [10]
  - تويوتا سينتا — XP210 (2022 إلى الوقت الحاضر) [11]
  - تويوتا ياريس كروس — XP210 (2020 إلى الوقت الحاضر) [12]
  - Mazda2 الهجين - XP210 (2022 إلى الوقت الحاضر) [13] [14] [15]
- لكزس LBX — AY10 (2023 إلى الوقت الحاضر) [16]

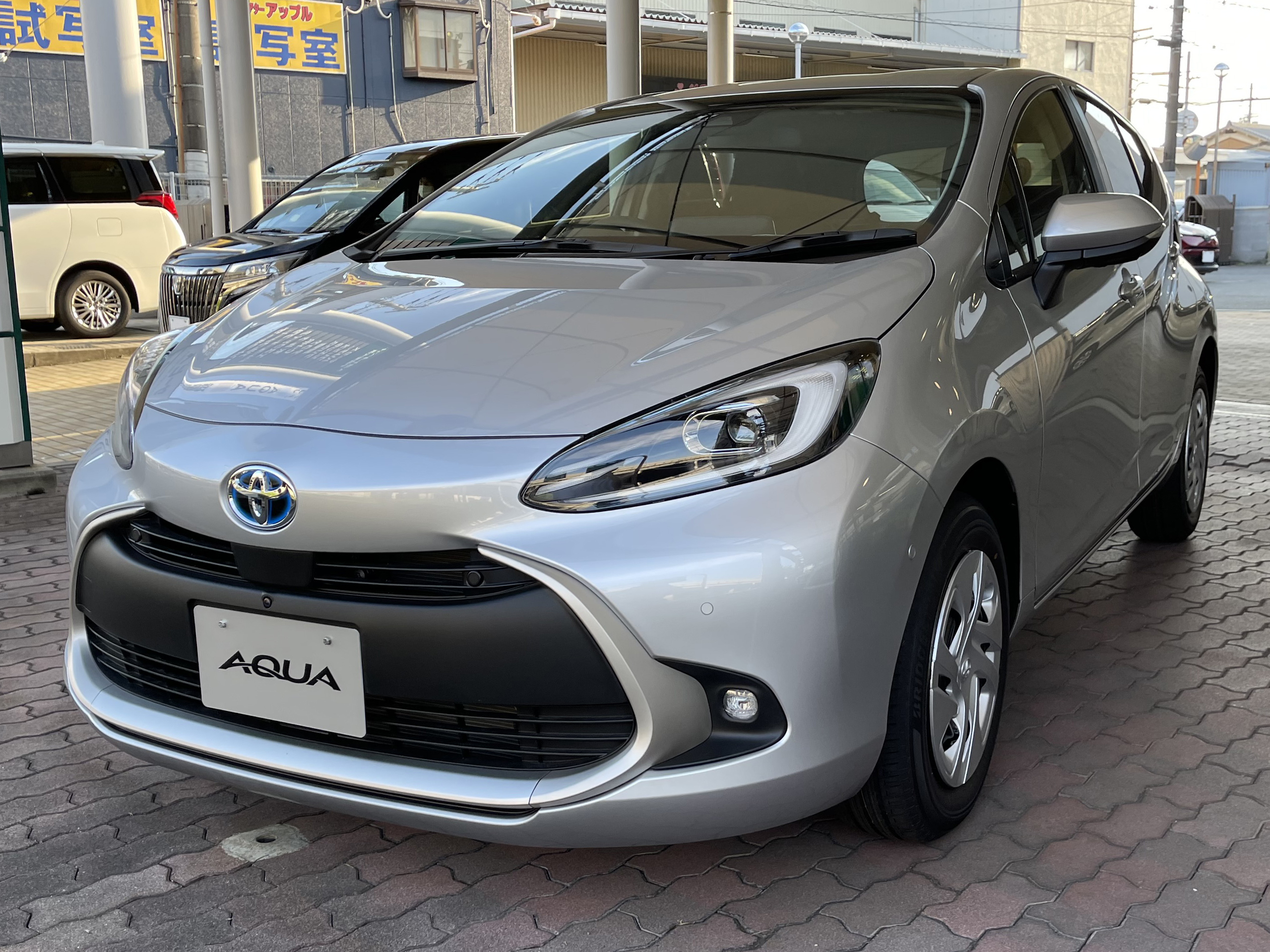
تويوتا أكوا
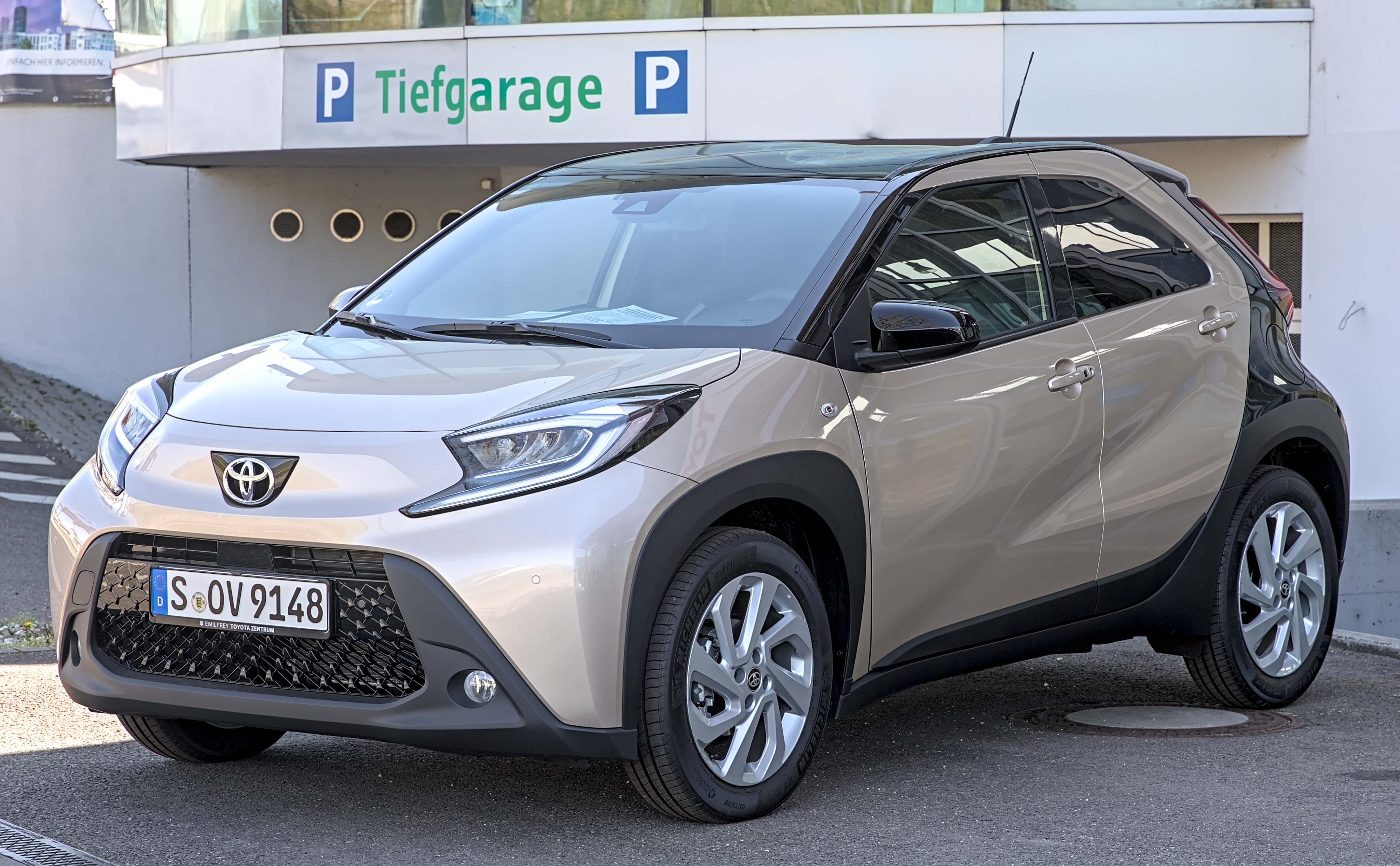
تويوتا ايجو اكس
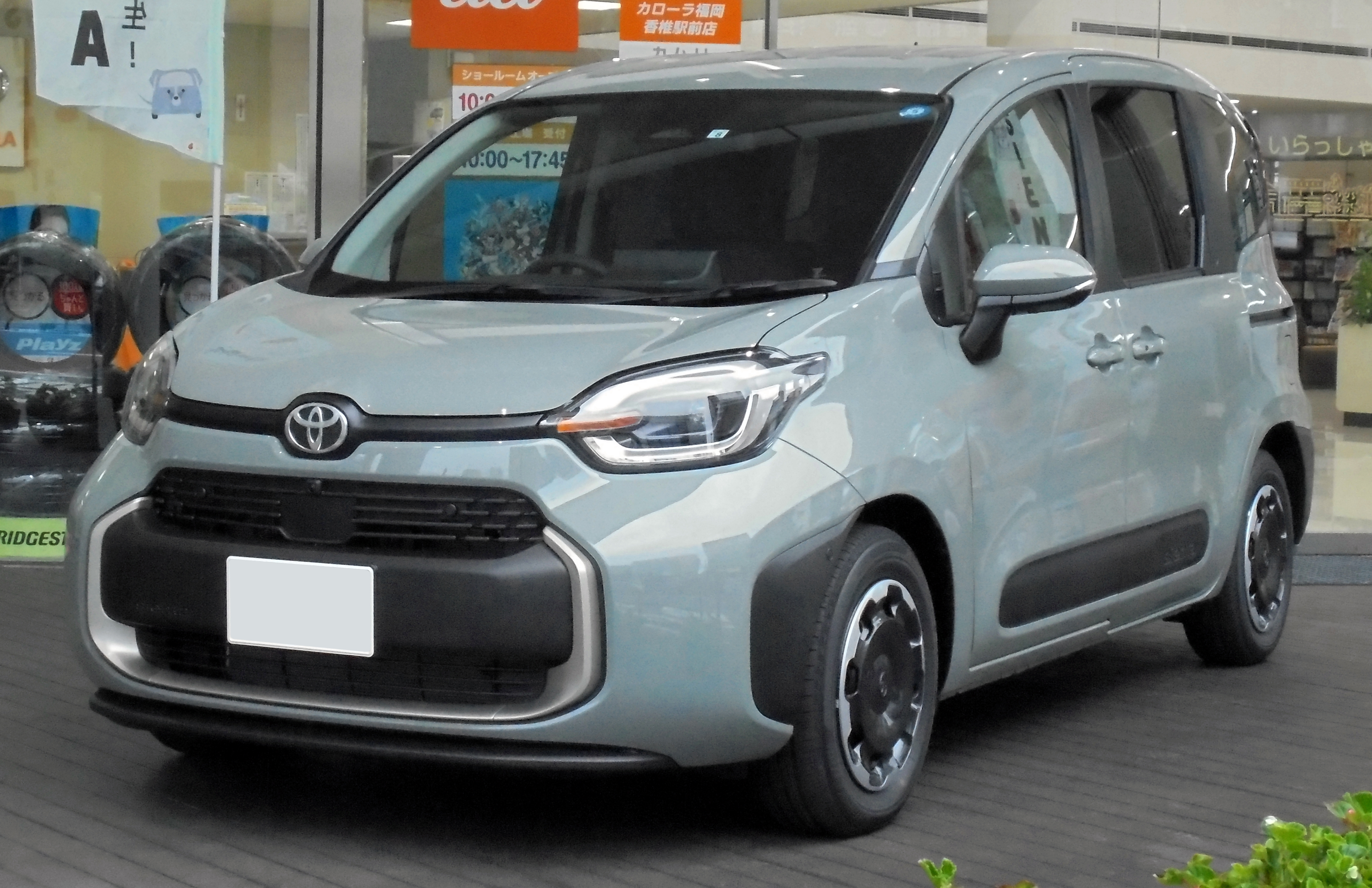
تويوتا سينتا
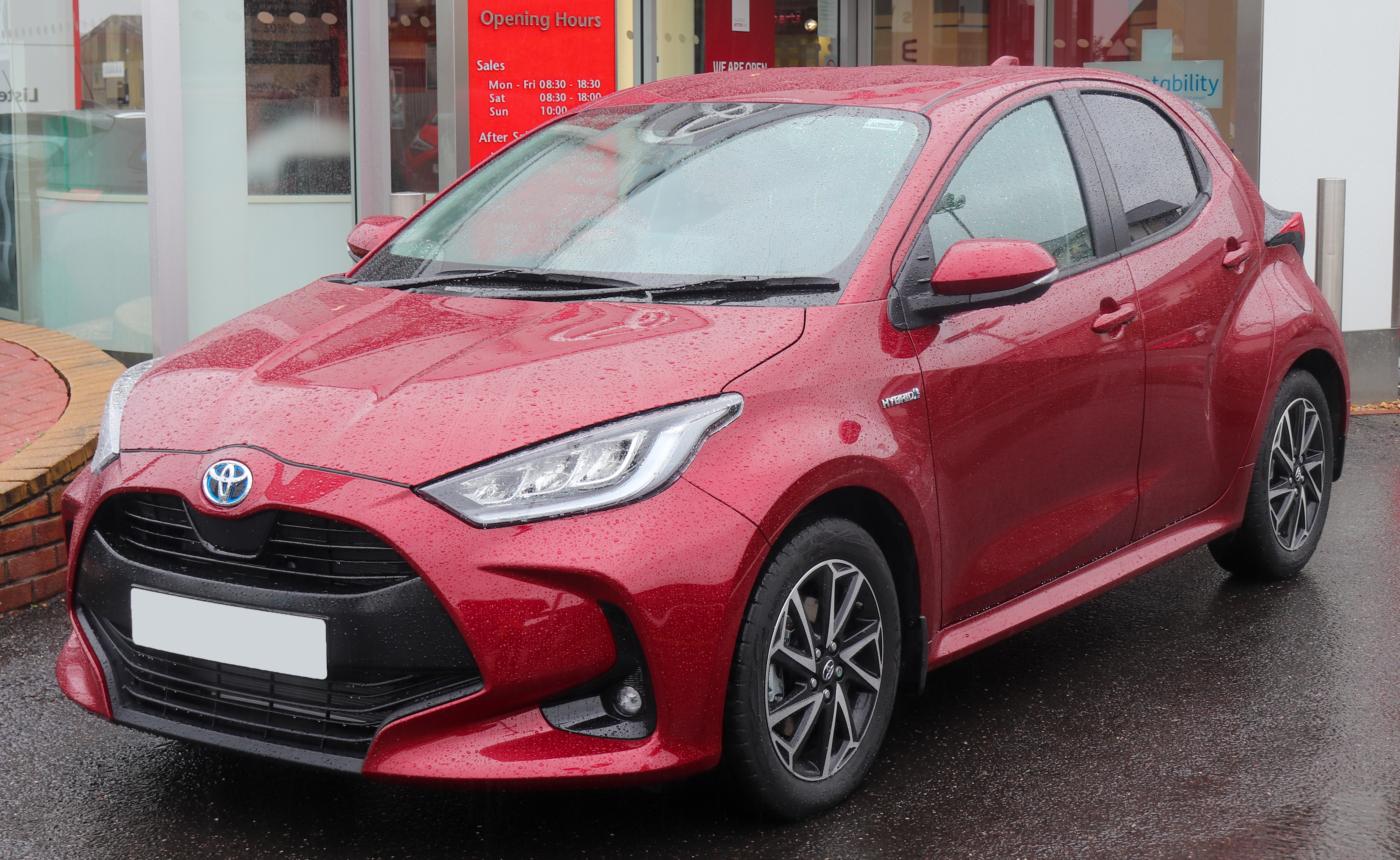
تويوتا ياريس
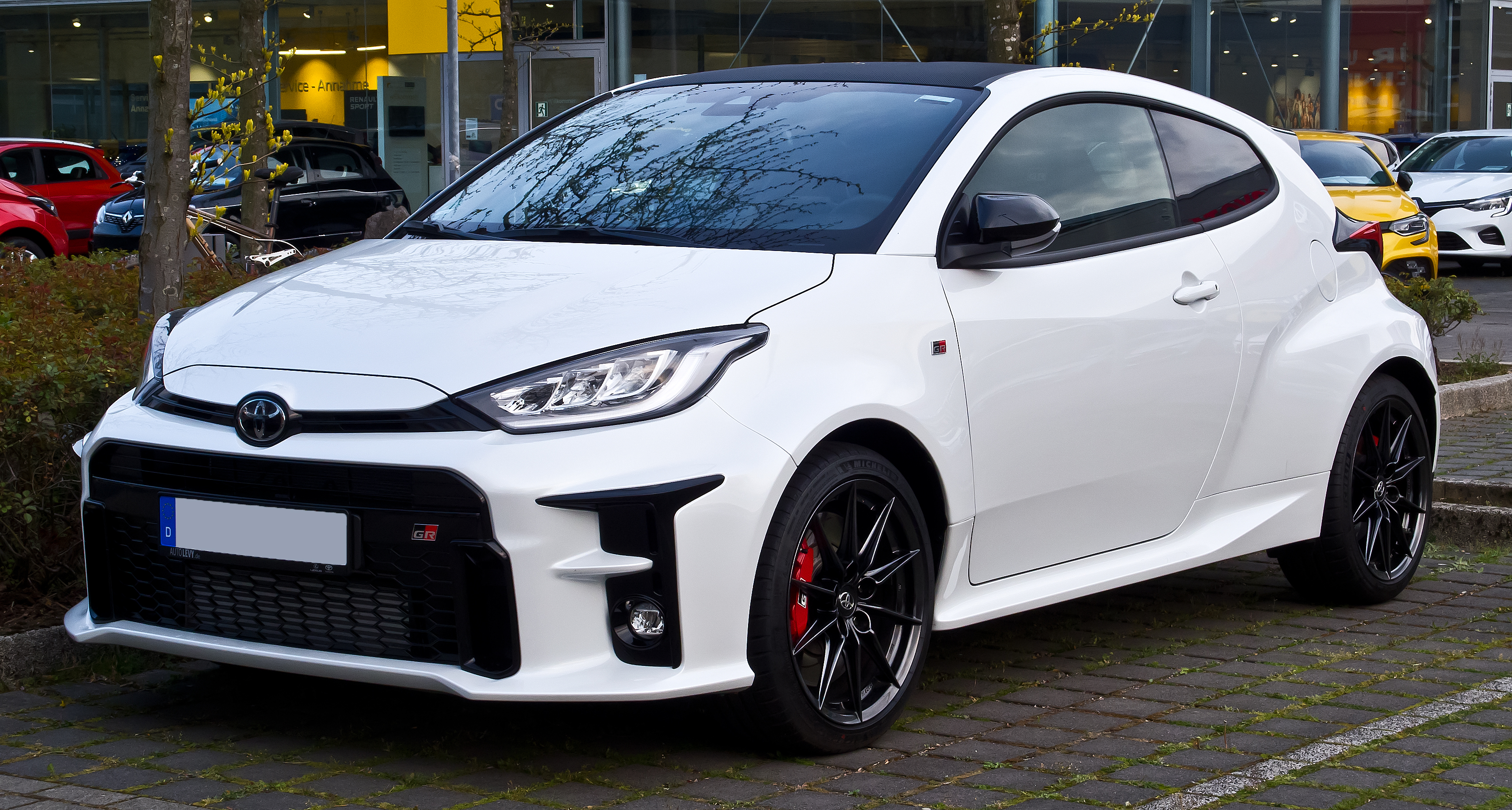
تويوتا جي آر ياريس
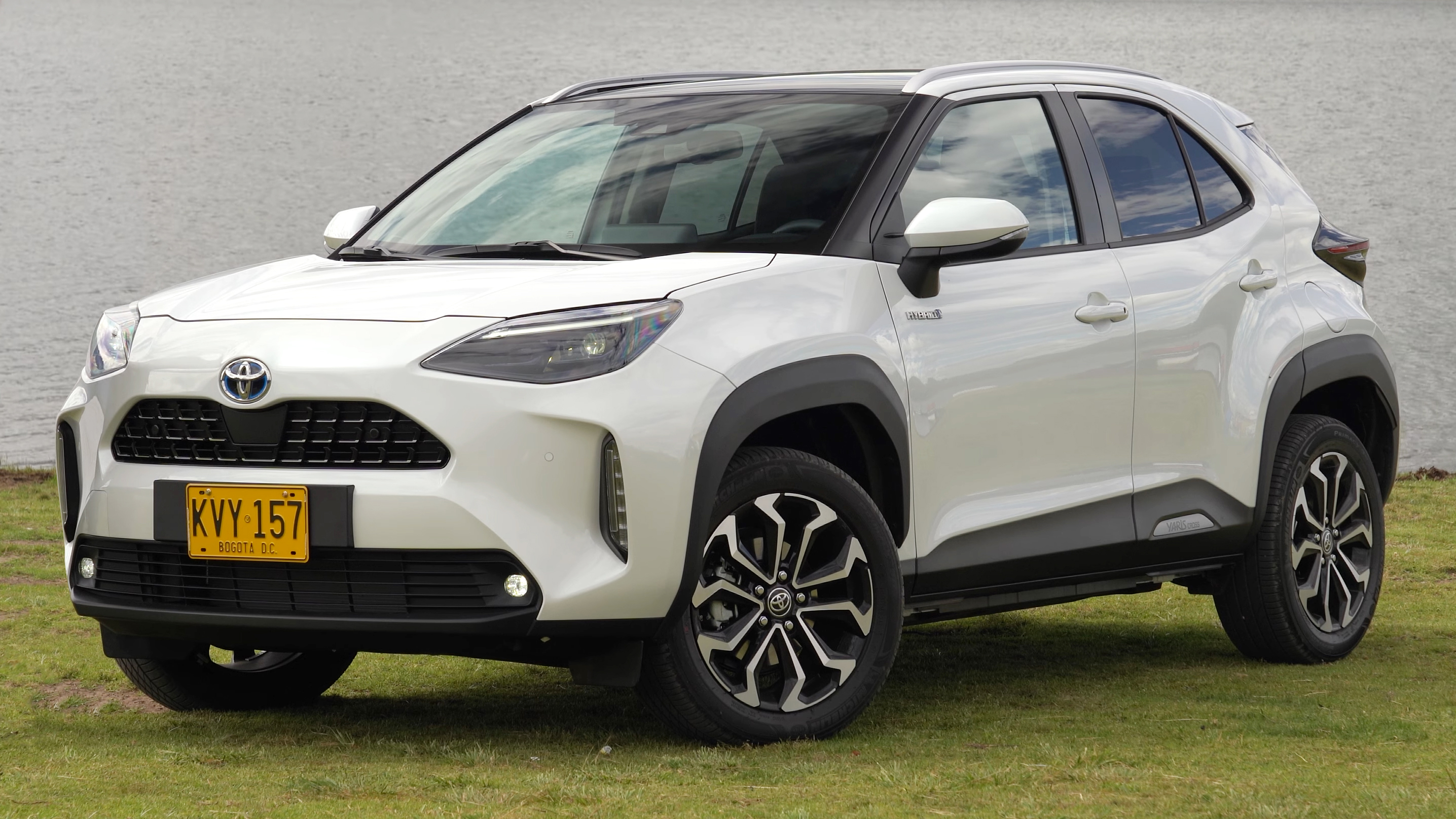
تويوتا ياريس كروس
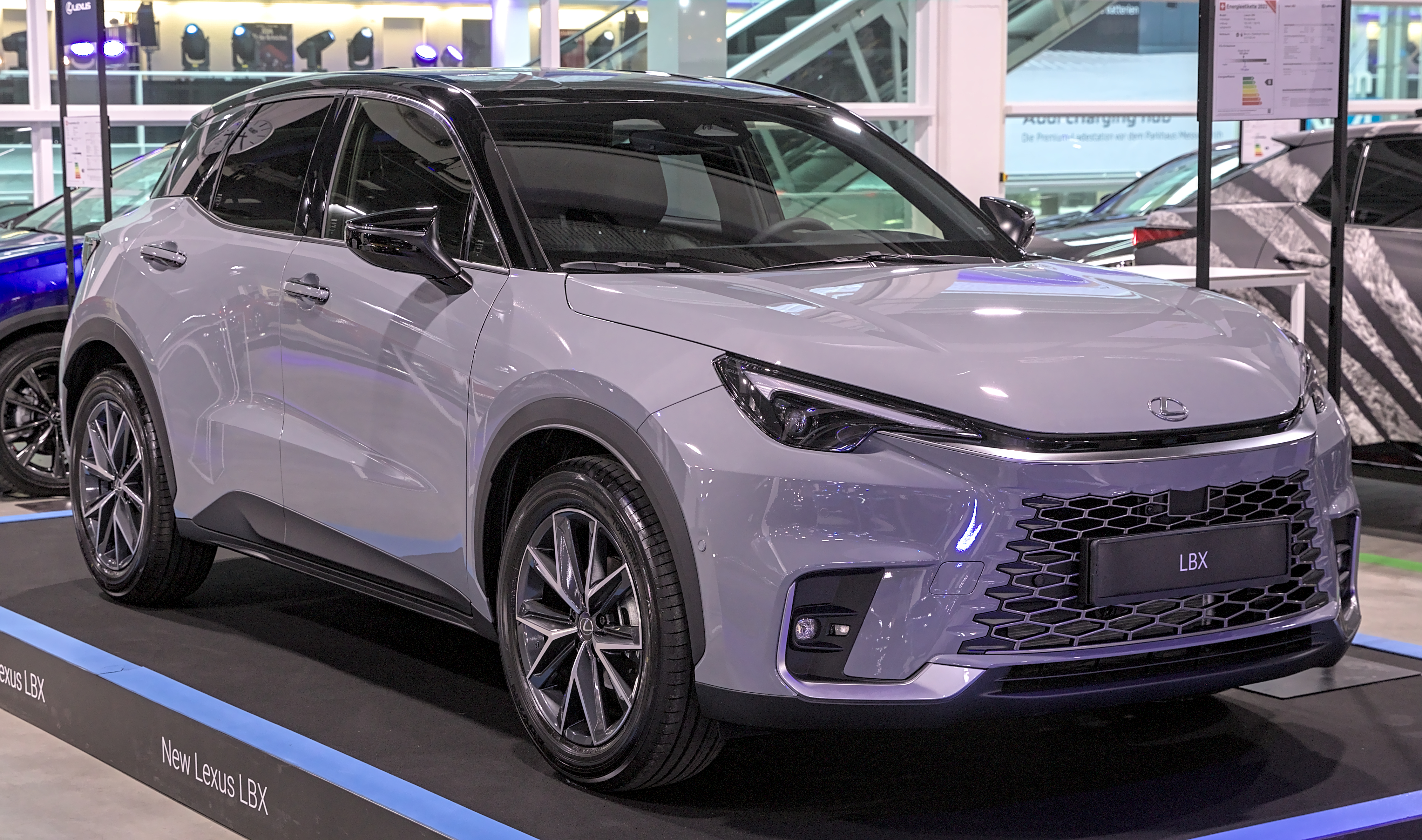
لكزس ال بي اكس

## TNGA-C (GA-C)
تعمل منصة TNGA-C على دعم المركبات ذات الهيكل الموحد في فئة C أو السيارات المدمجة، والسيارات الرياضية متعددة الاستخدامات المدمجة/صغيرة الحجم، وفئة المركبات متعددة الاستخدامات متوسطة الحجم. وتتوفر المنصة بخيارين للدفع: أمامي وجميع العجلات، كما أنها تعمل مع محركات مستعرضة. بالإضافة إلى ذلك، تدعم المنصة طول قاعدة العجلات بين 2,640 و 2,850 ملم (103.9 و 112.2 بوصة). وتحل منصة TNGA-C محل منصات MC/New MC القديمة.
المركبات التي تستخدم المنصة (بناءً على سنة الصنع):
- تويوتا كورولا: E210 (2018- حتى الآن)
  - تويوتا أليون: E210 (2021- حتى الآن)
  - تويوتا أورس: E210 (2018-2020)[17]
  - تويوتا ليفين: E210 (2019- حتى الآن)
  - تويوتا جي ار كورولا: E210 (2022- حتى الآن)
  - سوزوكي Swace - (2020- حتى الآن)
- تويوتا كورولا كروس: XG10 (2020- حتى الآن)[18]
  - تويوتا فرونت لاندير: XG10 (2021- حتى الآن)
- تويوتا سي اتش ار: AX10/AX50 (2016-2023)[19]
  - تويوتا IZOA: AX10 (2017- حتى الآن)
- تويوتا سي اتش ار: AX20 (2023- حتى الآن)
- تويوتا إنوفا: AG10 (2022- حتى الآن)[20]
  - سوزوكي Invicto: AG10 (2023- حتى الآن)
- تويوتا نوح: R90 (2022- حتى الآن)[21]
  - تويوتا فوكسي: R90 (2022- حتى الآن)
  - سوزوكي لاندي: R90 (2022- حتى الآن)
- تويوتا بريوس: XW50 (2015-2022)
- تويوتا بريوس: XW60 (2022- حتى الآن)[22]
- لكزس UX: ZA10 (2018- حتى الآن)[23]

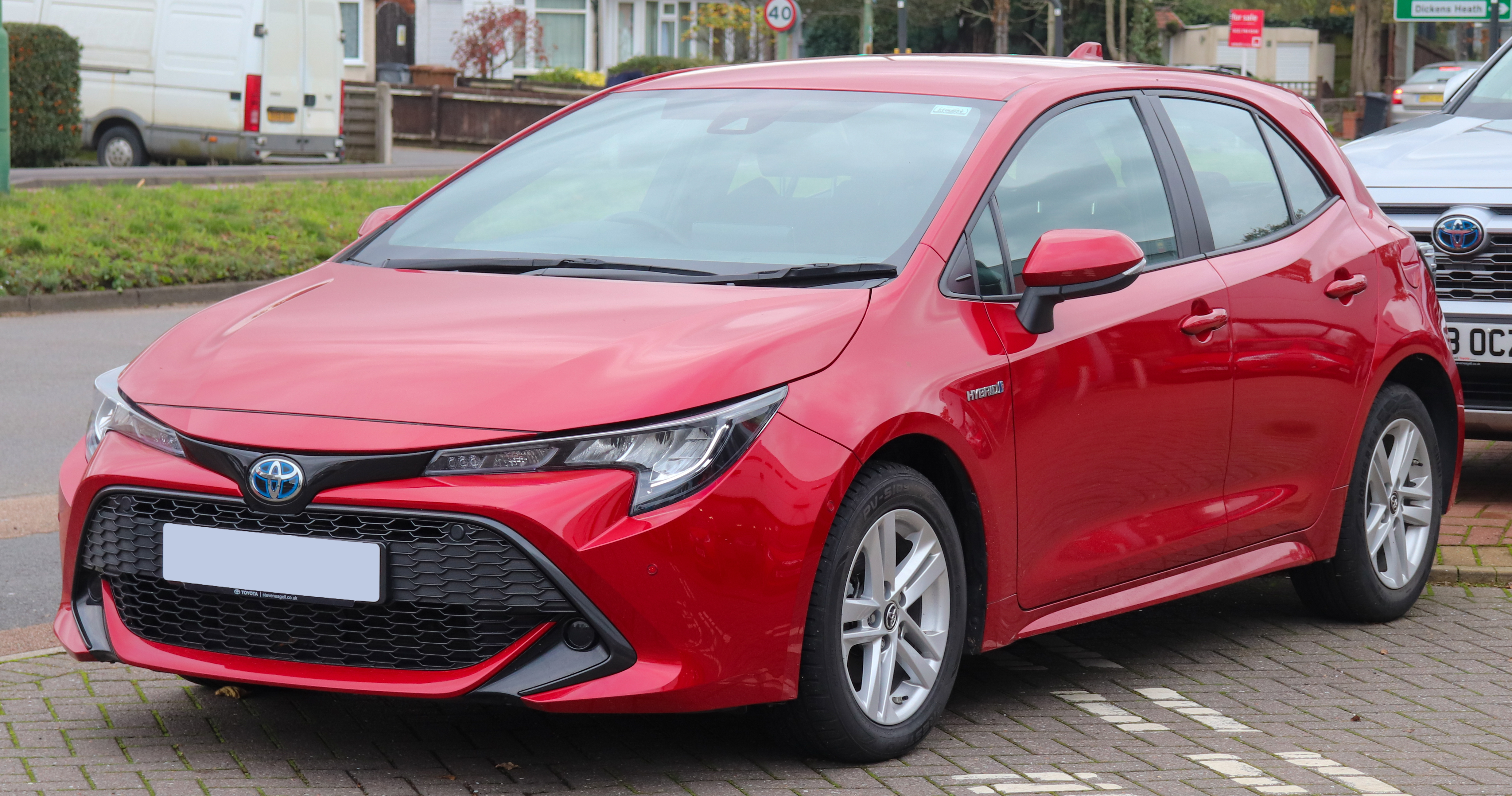
تويوتا كورولا
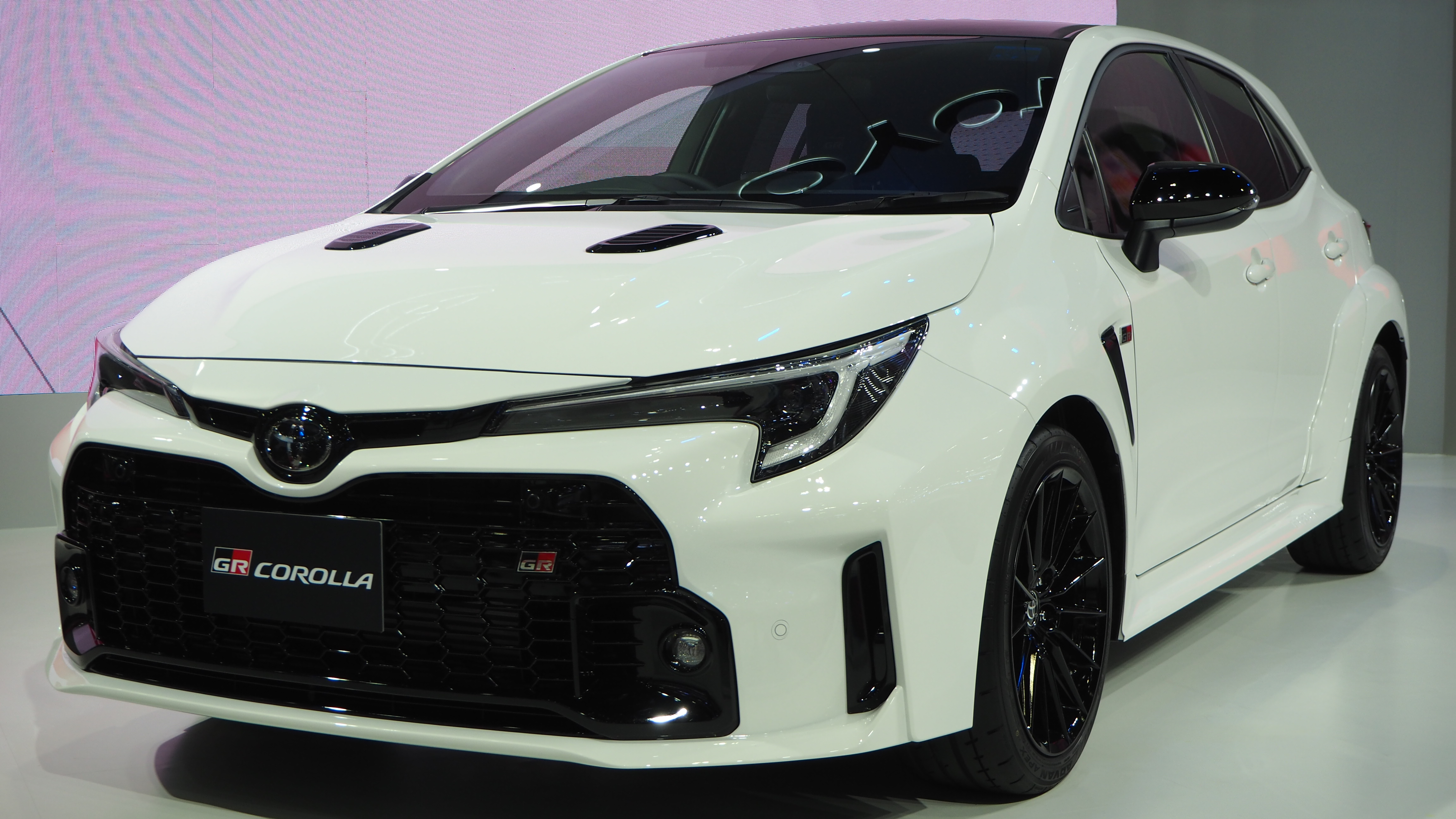
تويوتا جي آر كورولا
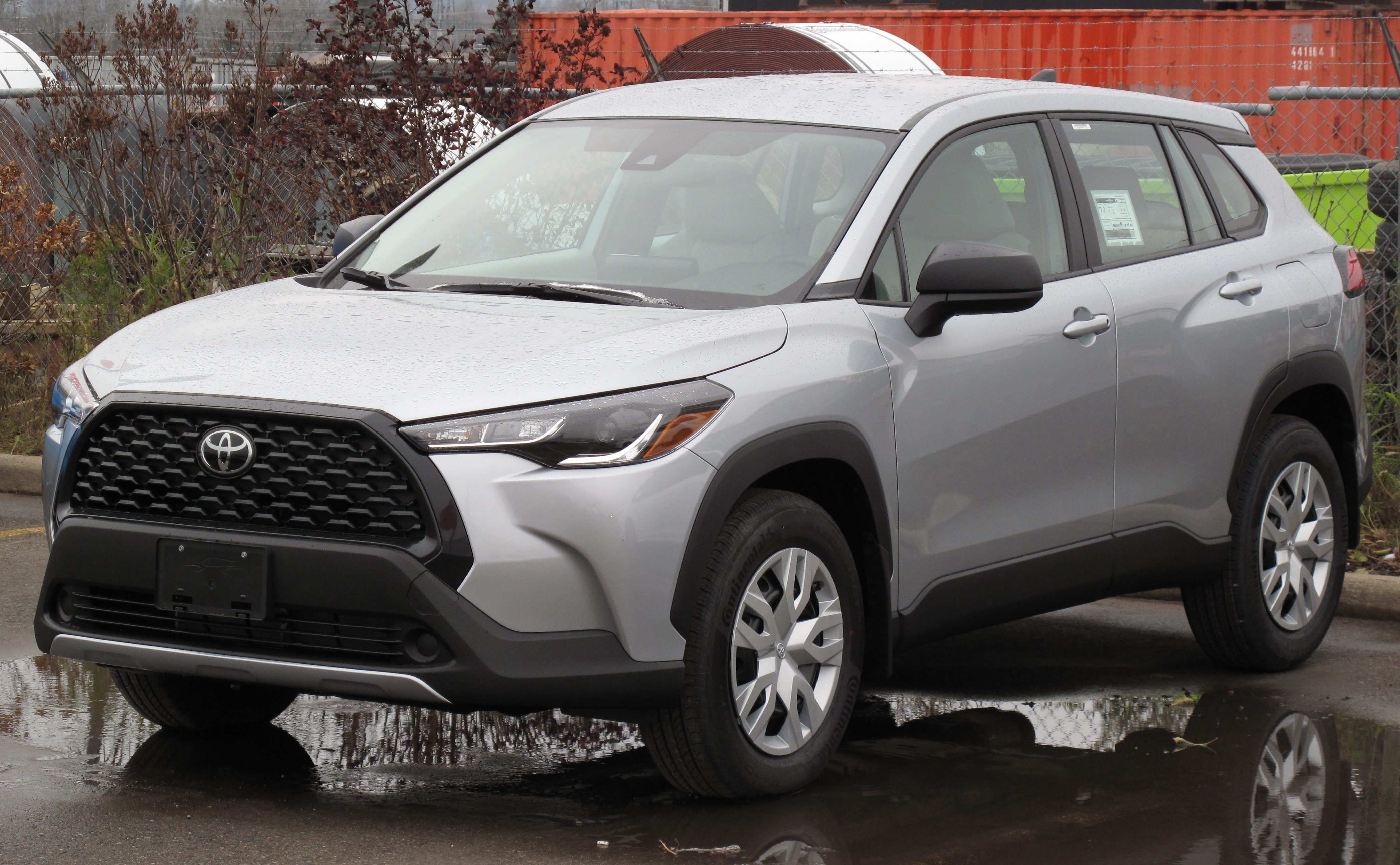
تويوتا كورولا كروس
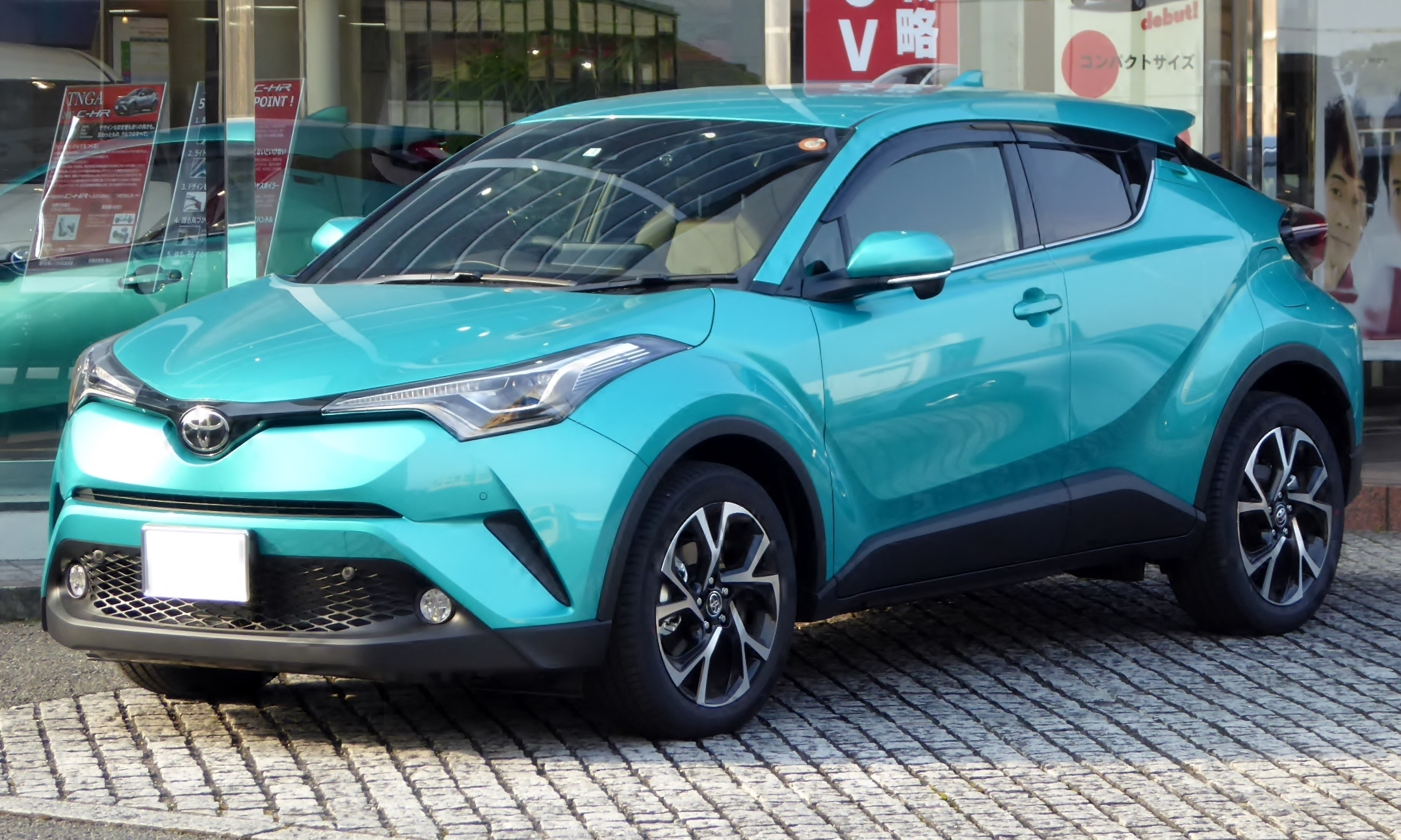
تويوتا سي اتش آر
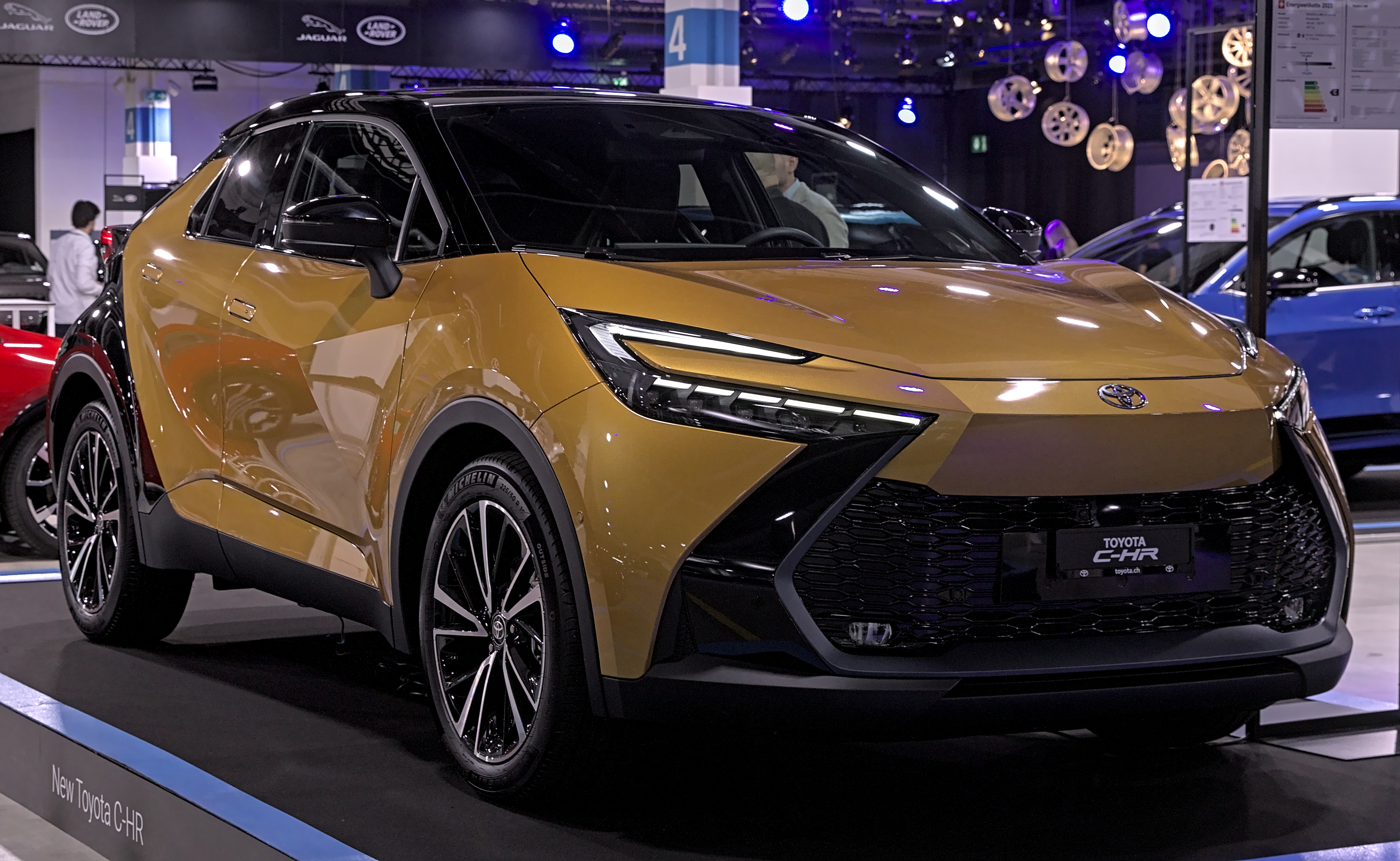
تويوتا سي اتش آر (AX20)
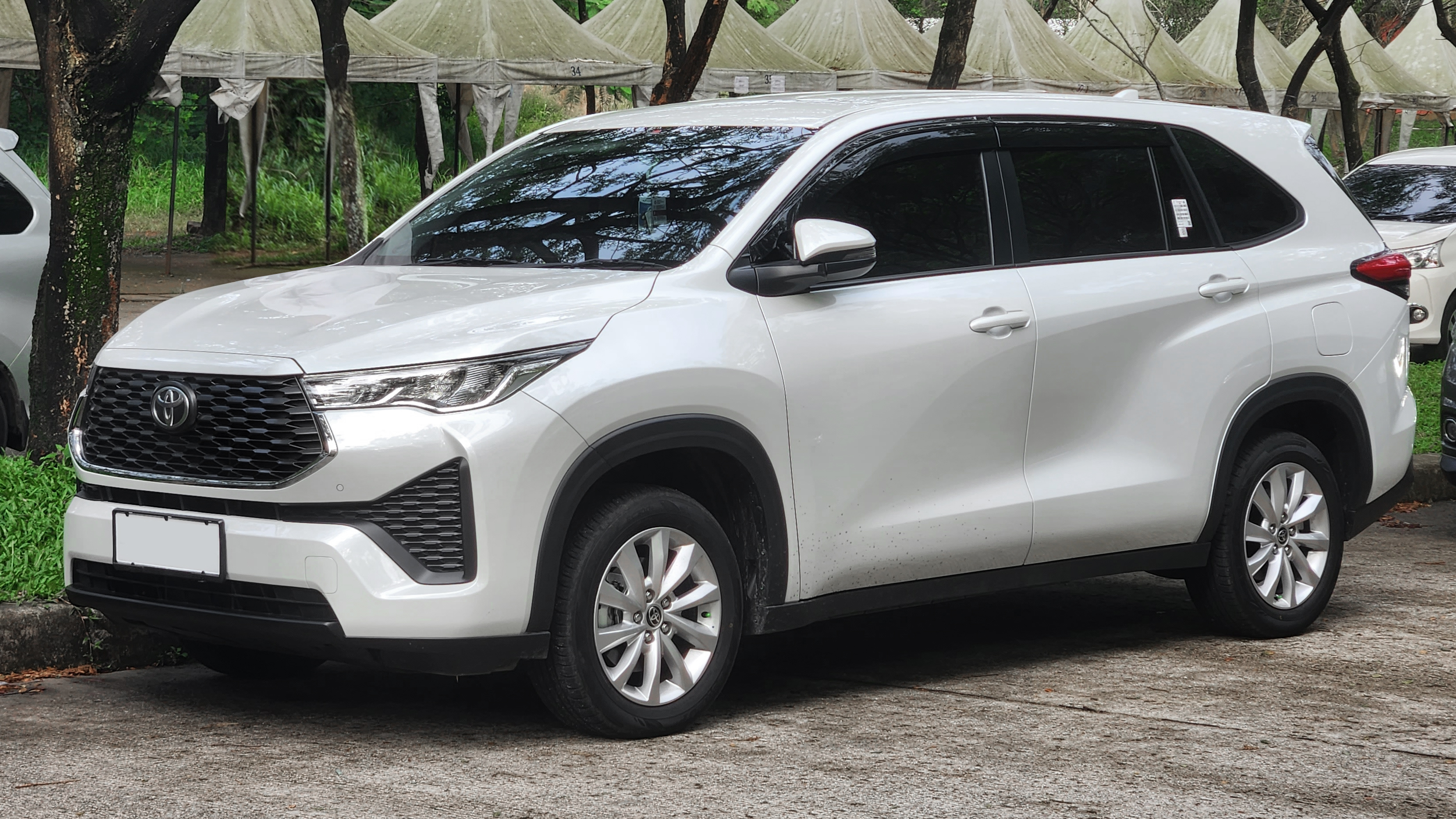
تويوتا إنوفا
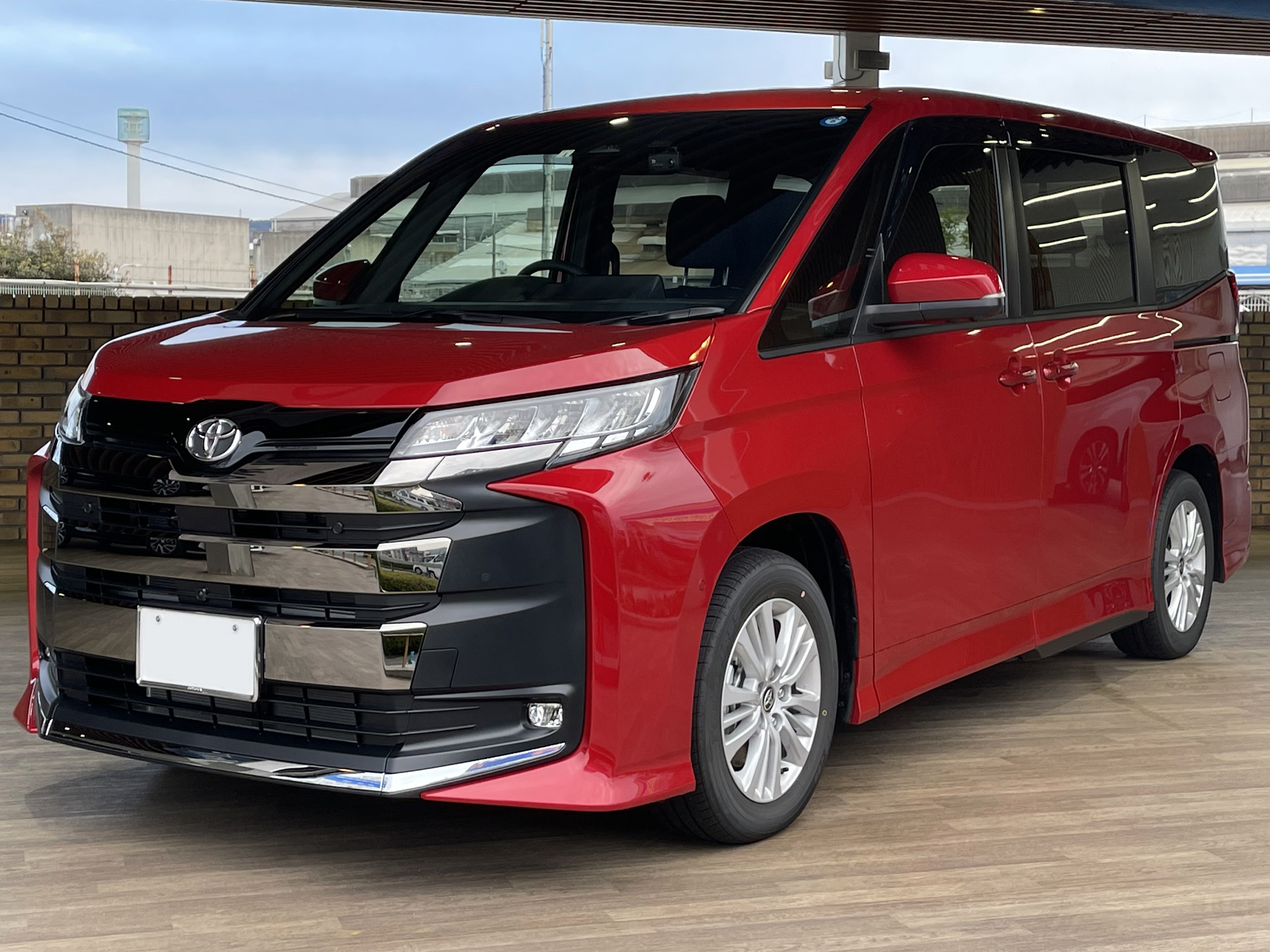
تويوتا نوح
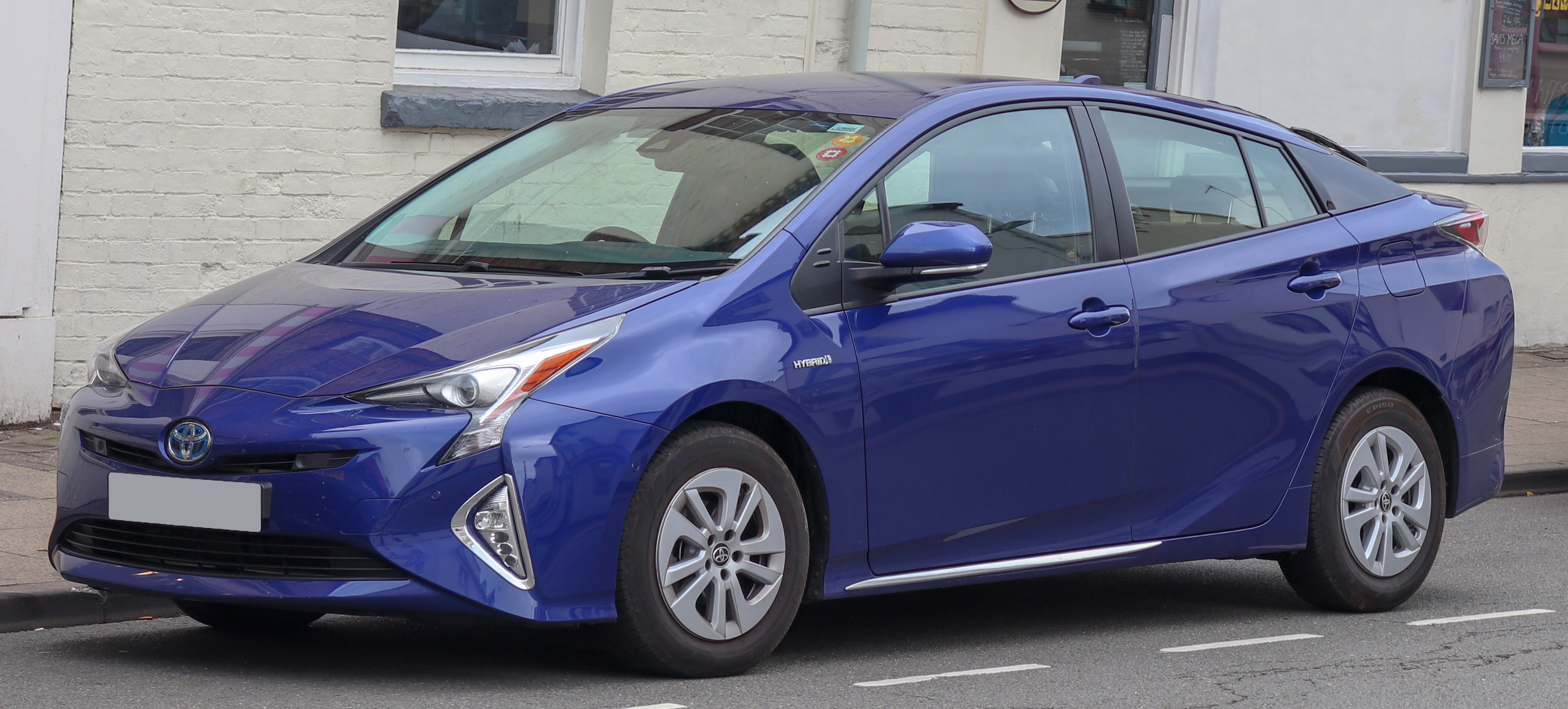
تويوتا بريوس (XW50)
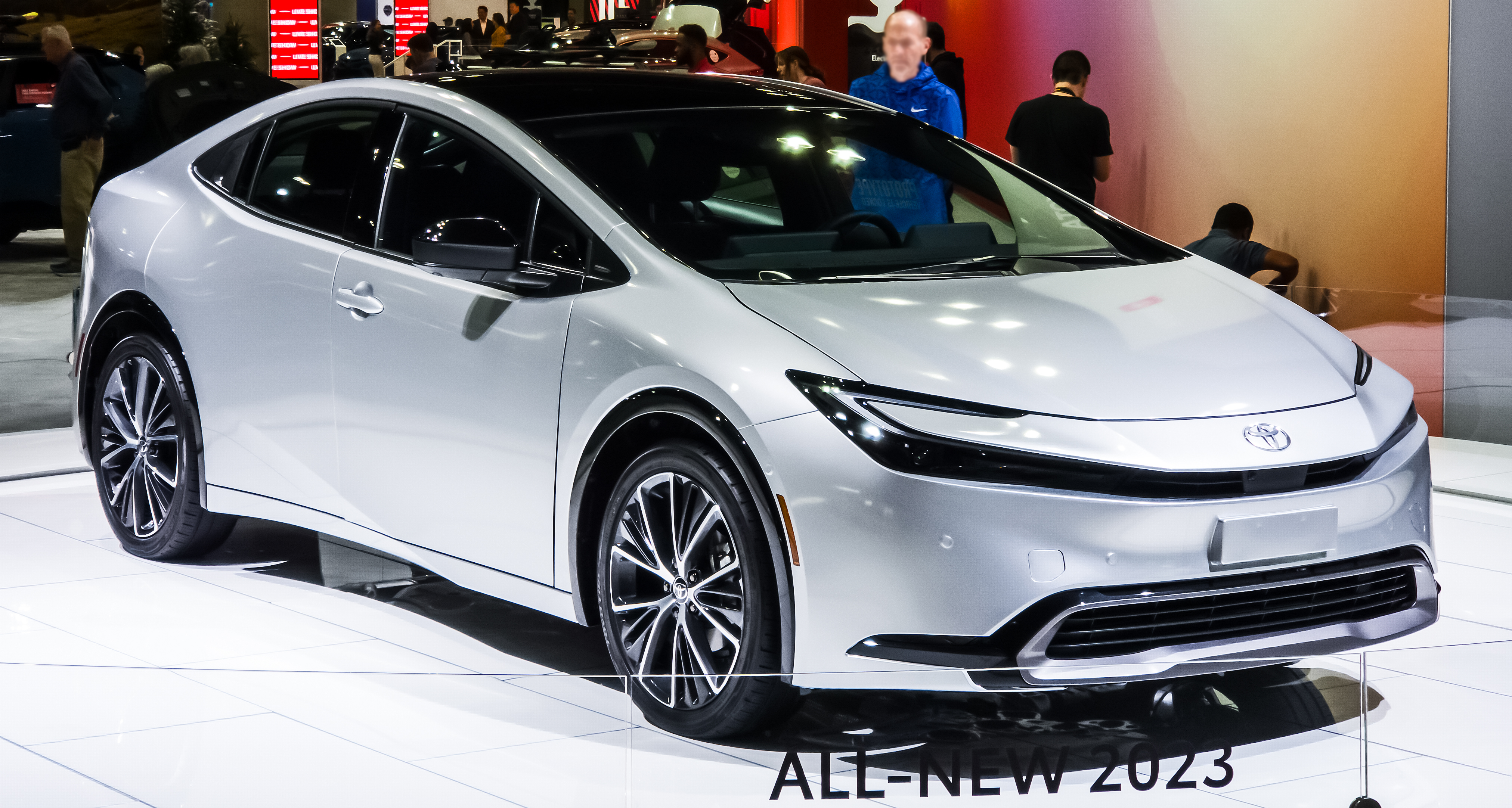
تويوتا بريوس (XW60)
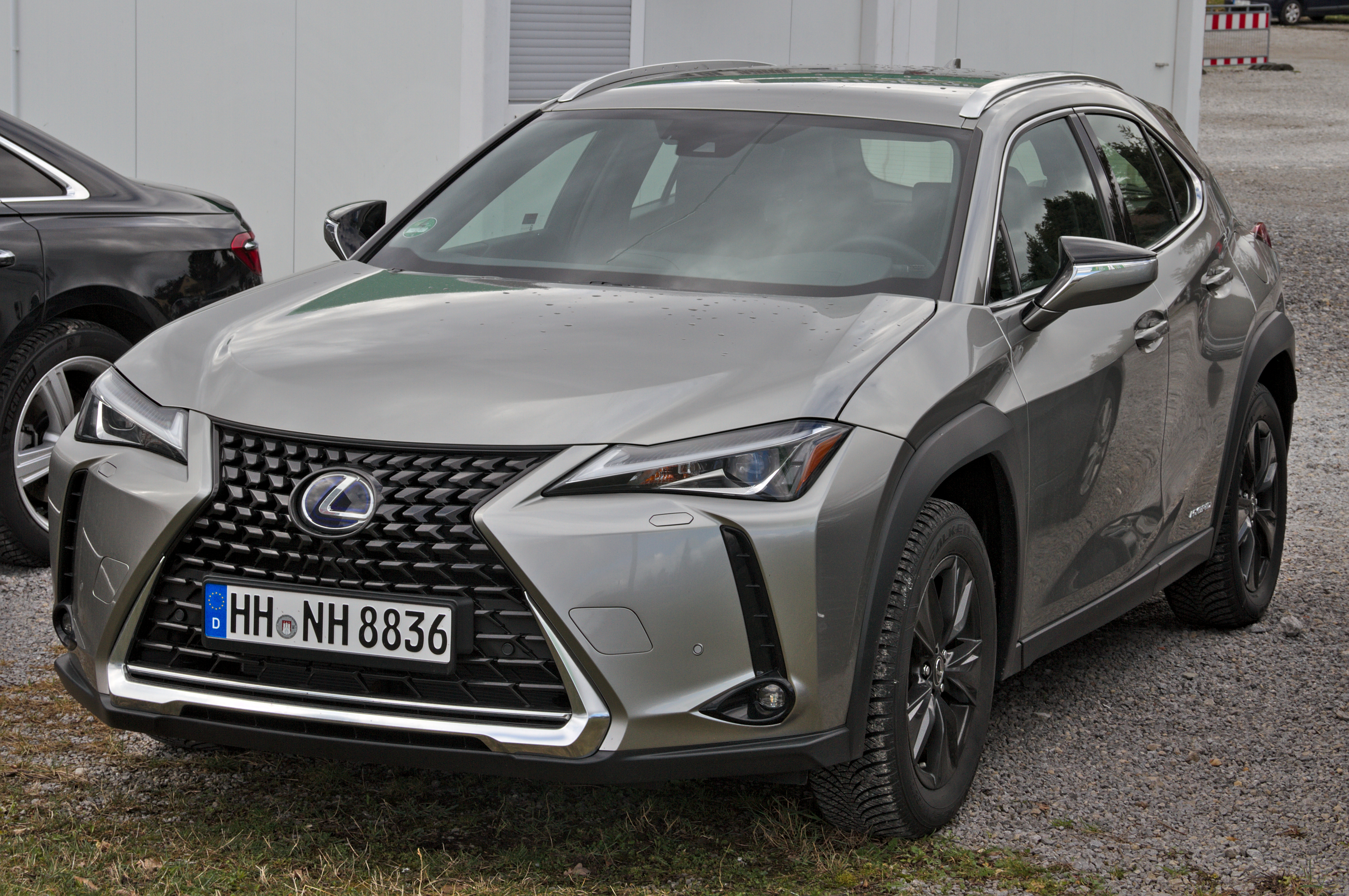
لكزس يو اكس

## TNGA-F (GA-F)
تعمل هذه المنصة على دعم المركبات ذات الهيكل المستقل في فئتي السيارات الرياضية متعددة الاستخدامات متوسطة الحجم والكاملة الحجم، وكذلك شاحنات البيك آب متوسطة الحجم والكاملة الحجم. وتتيح قاعدة عجلات تتراوح بين 2,850 و 4,180 مم (112.2 و 164.6 بوصة).
المركبات التي تستخدم المنصة (بناءً على سنة الصنع):
- تويوتا لاند كروزر - J300 (2021 حتى الآن)[25]
- لكزس إل إكس - J310 (2021 حتى الآن)
- تويوتا لاند كروزر برادو - J250 (2023 حتى الآن)
  - لكزس جي إكس - J250 (2023 حتى الآن)[26]
- تويوتا سيكويا - XK80 (2022 حتى الآن)
- تويوتا تاكوما - N400 (2023 حتى الآن)
- تويوتا تندرا - XK70 (2021 حتى الآن)[27]

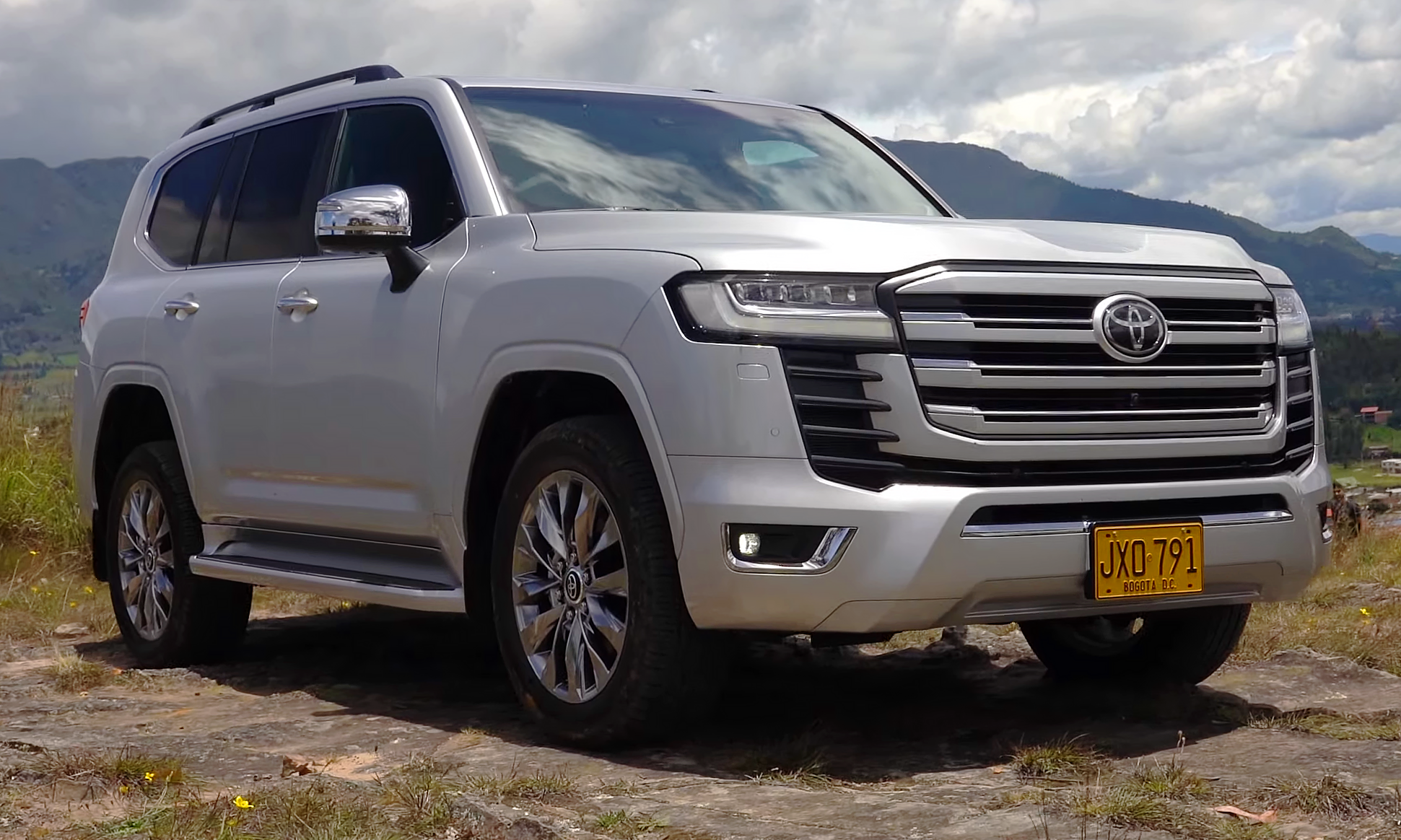
تويوتا لاند كروزر
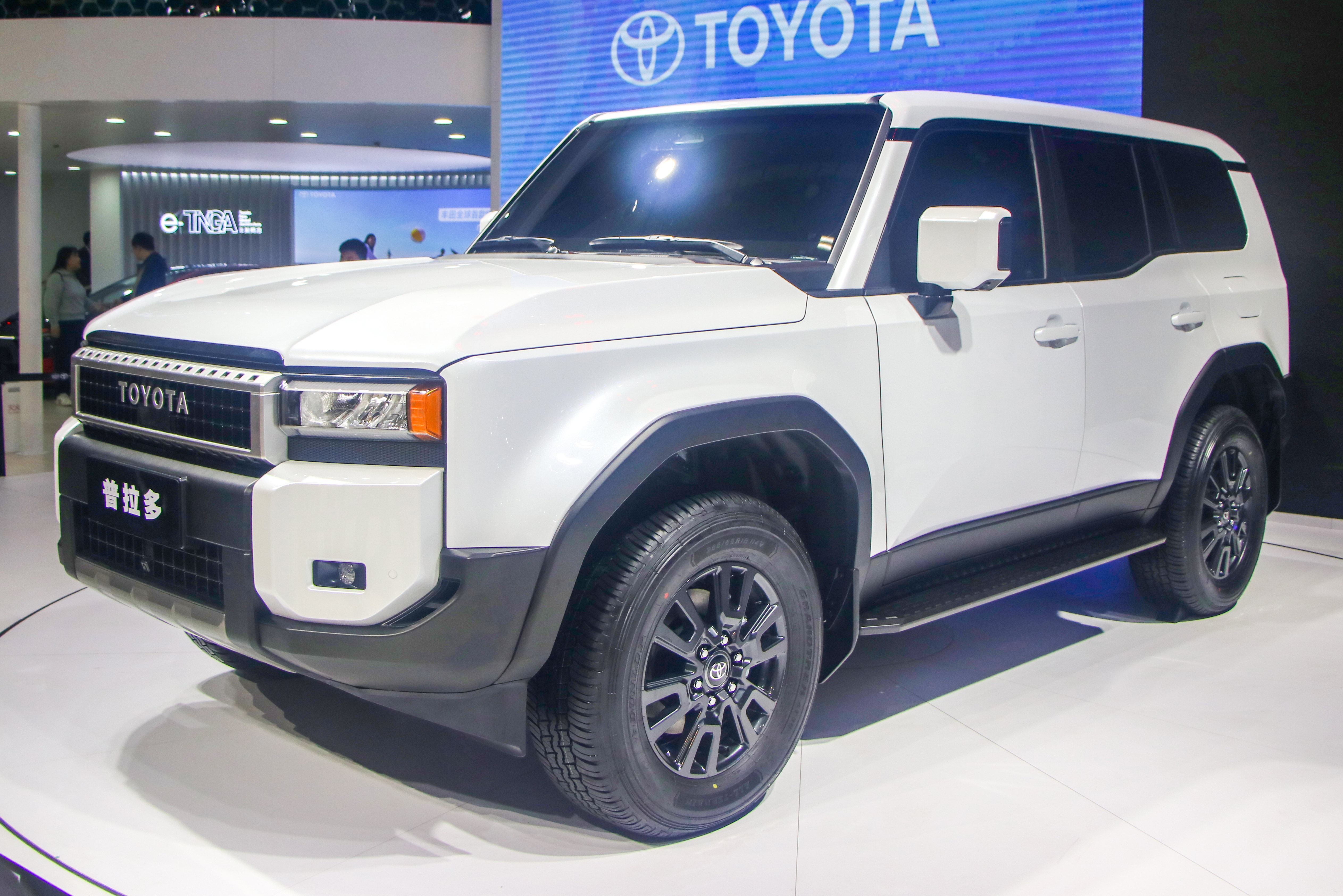
تويوتا لاند كروزر برادو
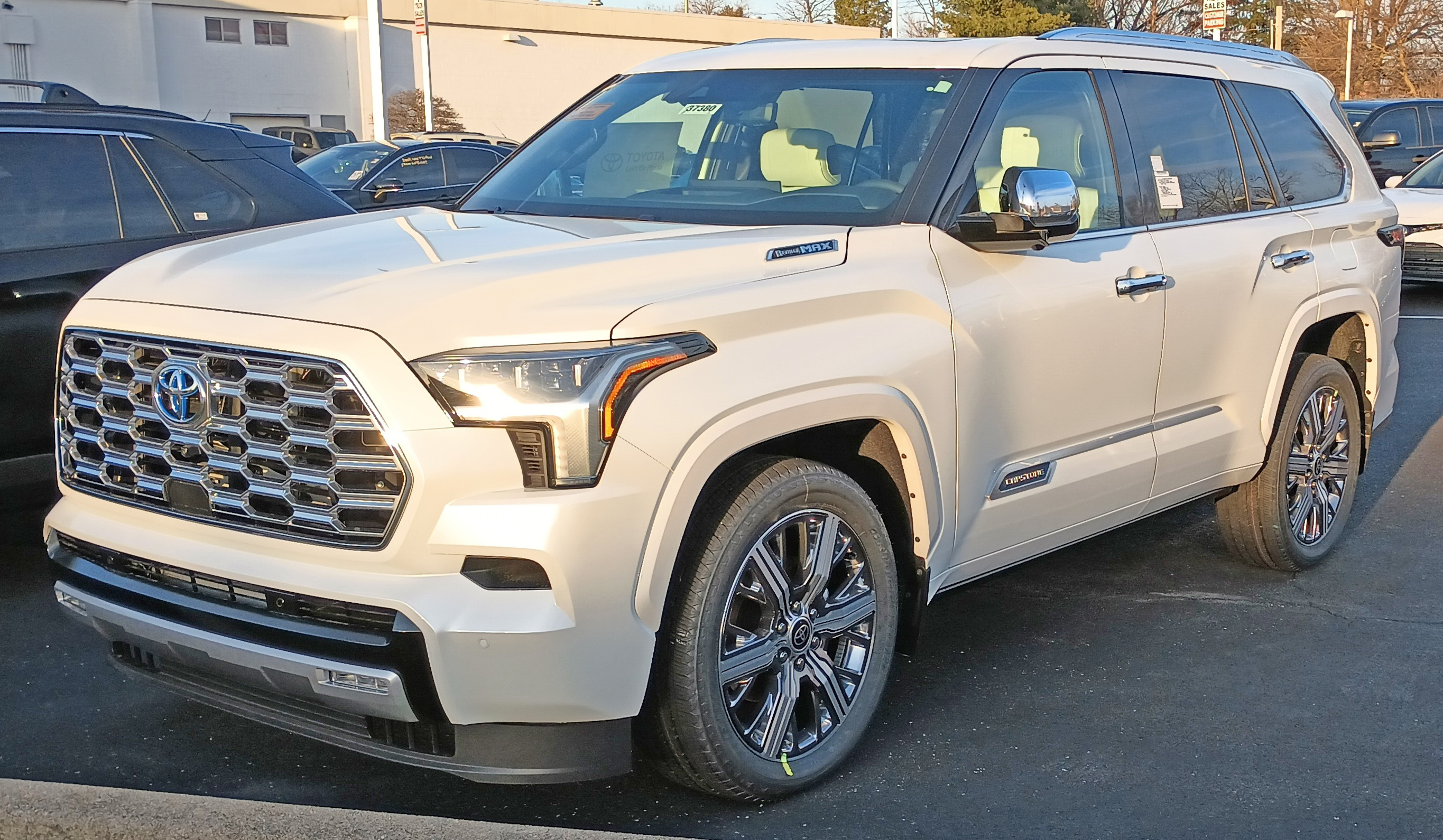
تويوتا سيكويا
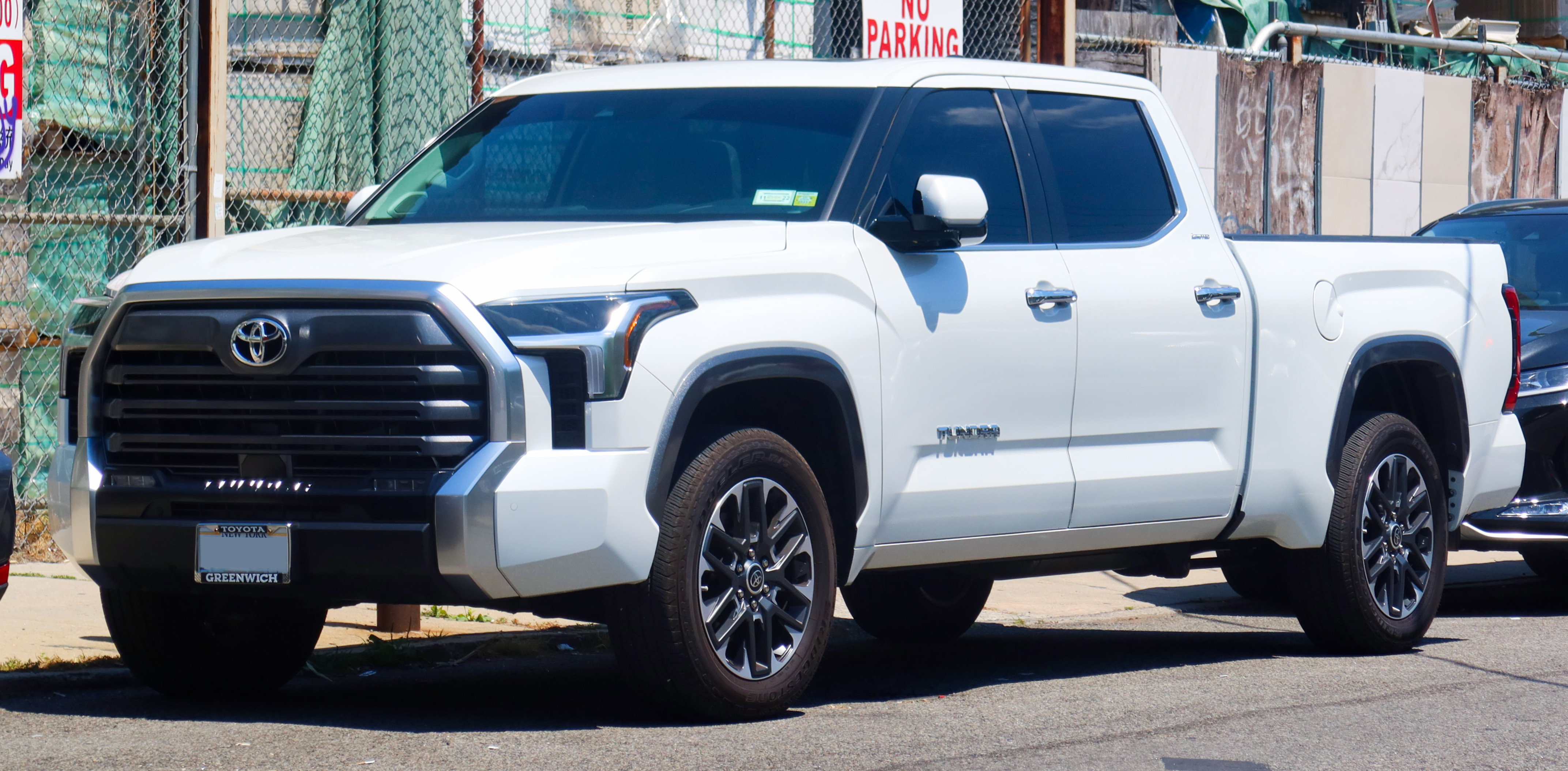
تويوتا تندرا
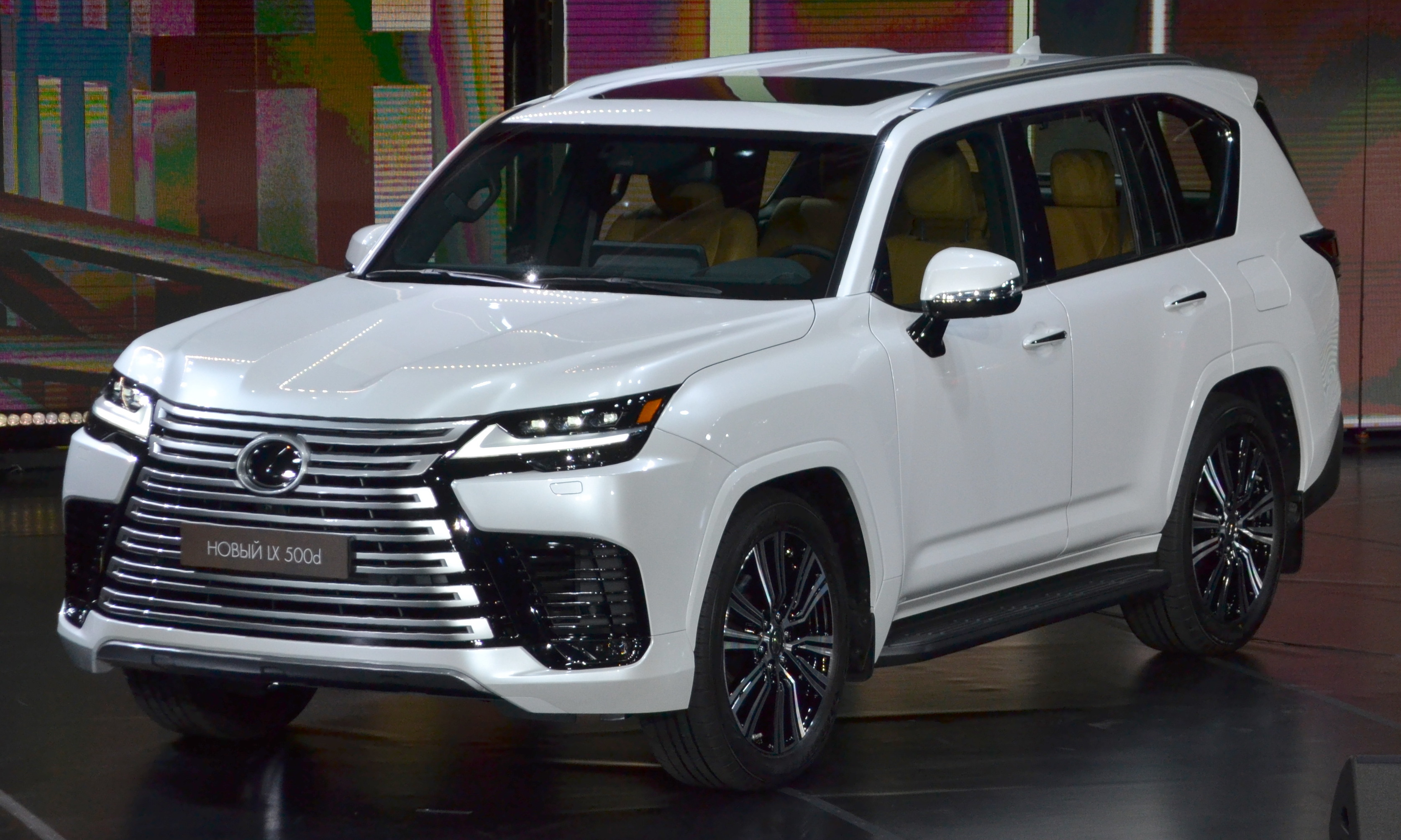
لكزس ال اكس

## TNGA-K (GA-K)
هذه المنصة هي قاعدة للسيارات ذات الهيكل الموحد في فئات D (متوسطة الحجم) أو E (حجم كامل)، والمركبات الرياضية متعددة الاستخدامات المدمجة/متوسطة الحجم، والميني فان متعددة الاستخدامات الكبيرة. تتوفر المنصة بنوعي الدفع الأمامي والكلّي، وتستخدم محركًا عرضيًا. كما تدعم المنصة قاعدة عجلات بطول يتراوح بين 2,690 و 3,060 مم (105.9 - 120.5 بوصة). تحل منصة TNGA-K محل منصة K القديمة.
السيارات التي تستخدم المنصة (بناءً على سنة الصنع):
- تويوتا ألفارد - AH40 (2023 حتى الآن)
  - تويوتا كراون فيل فايرة - AH40 (2023 حتى الآن)
  - تويوتا فيل فايرة - AH40 (2023 حتى الآن)
- تويوتا أفالون - XX50 (2018 حتى الآن)
- تويوتا كامري - XV70 (2017 حتى الآن)[28]
  - دايهاتسو ألتيس - XV70 (2017-2023)
- تويوتا كامري - XV80 (2023 حتى الآن)
- تويوتا سنتشري اس يو في - G70 (2023 حتى الآن)
- تويوتا كراون كروس أوفر - S235 (2022 حتى الآن)[29]
- تويوتا كراون Estate/Signia (2024؛ ستبدأ لاحقًا)
- تويوتا كراون سبورت - S236 (2023 حتى الآن)
- تويوتا هاريير - XU80 (2020 حتى الآن)[30][31]
  - تويوتا فنزا - XU80 (2020 حتى الآن)
- تويوتا هايلاندر - XU70 (2019 حتى الآن)[32]
  - تويوتا كراون كلوغر - XU70 (2021 حتى الآن)
  - تويوتا كلوغر - XU70 (2021 حتى الآن)
- تويوتا غراند هايلاندر [الإنجليزية] - AS10 (2023 حتى الآن)[33]
- تويوتا راف فور - XA50 (2018 حتى الآن)[34]
  - تويوتا وايلاندر - XA50 (2019 حتى الآن)
  - سوزوكي أكروس - XA50 (2020 حتى الآن)
- تويوتا سيينا - XL40 (2020 حتى الآن)[35]
  - تويوتا غرانفيا - XL40 (2022 حتى الآن)
- لكزس إي إس - XZ10 (2018 حتى الآن)[36]
- لكزس ال ام [الإنجليزية] - AW10 (2023 حتى الآن)[37]
- لكزس ان اكس [الإنجليزية] - AZ20 (2021 حتى الآن)[38]
- لكزس آر إكس - ALA10/ALH10 (2022 حتى الآن)[39]
- لكزس تي اكس [الإنجليزية] - AU10 (2023 حتى الآن)

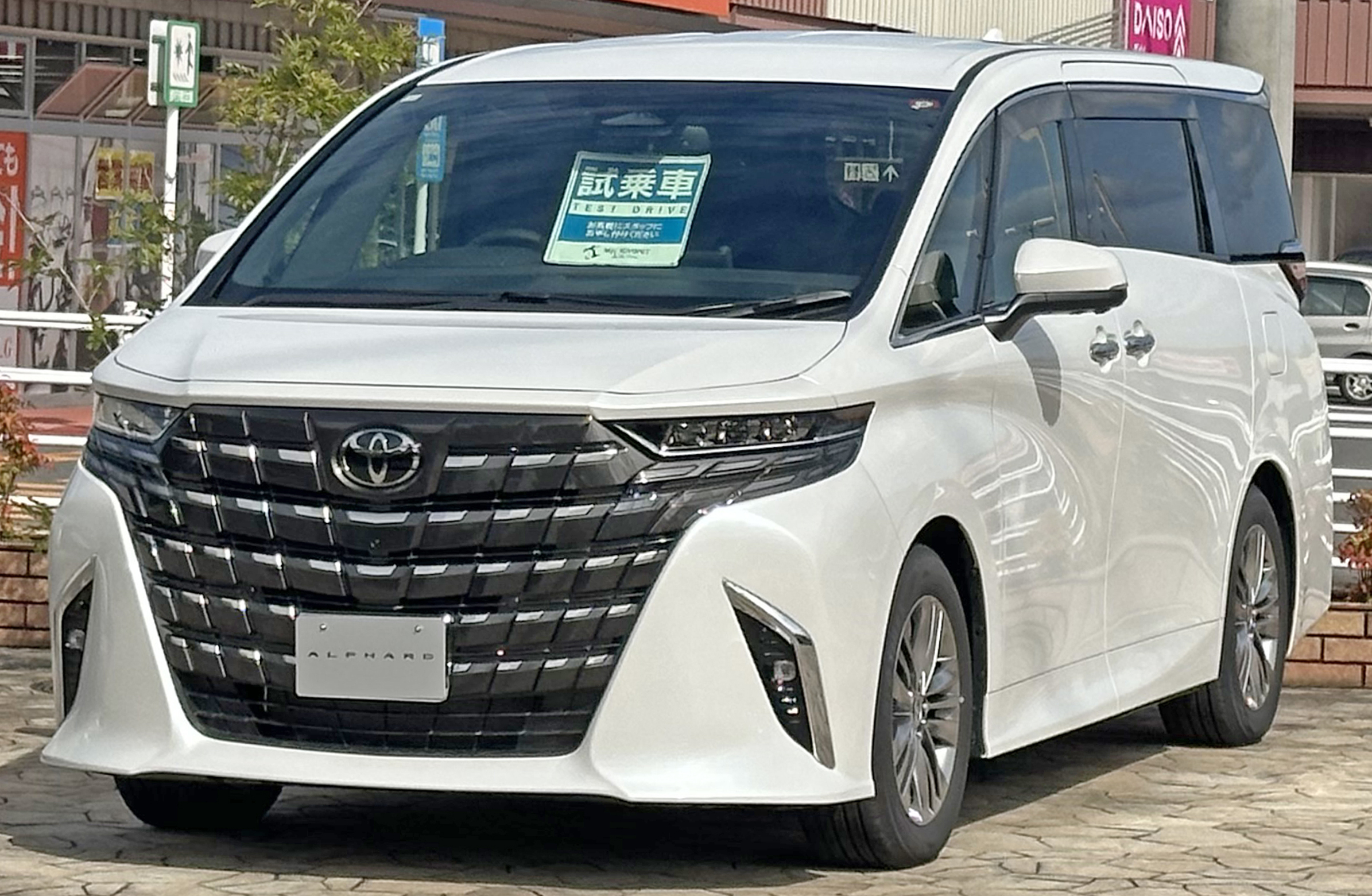
تويوتا الفارد
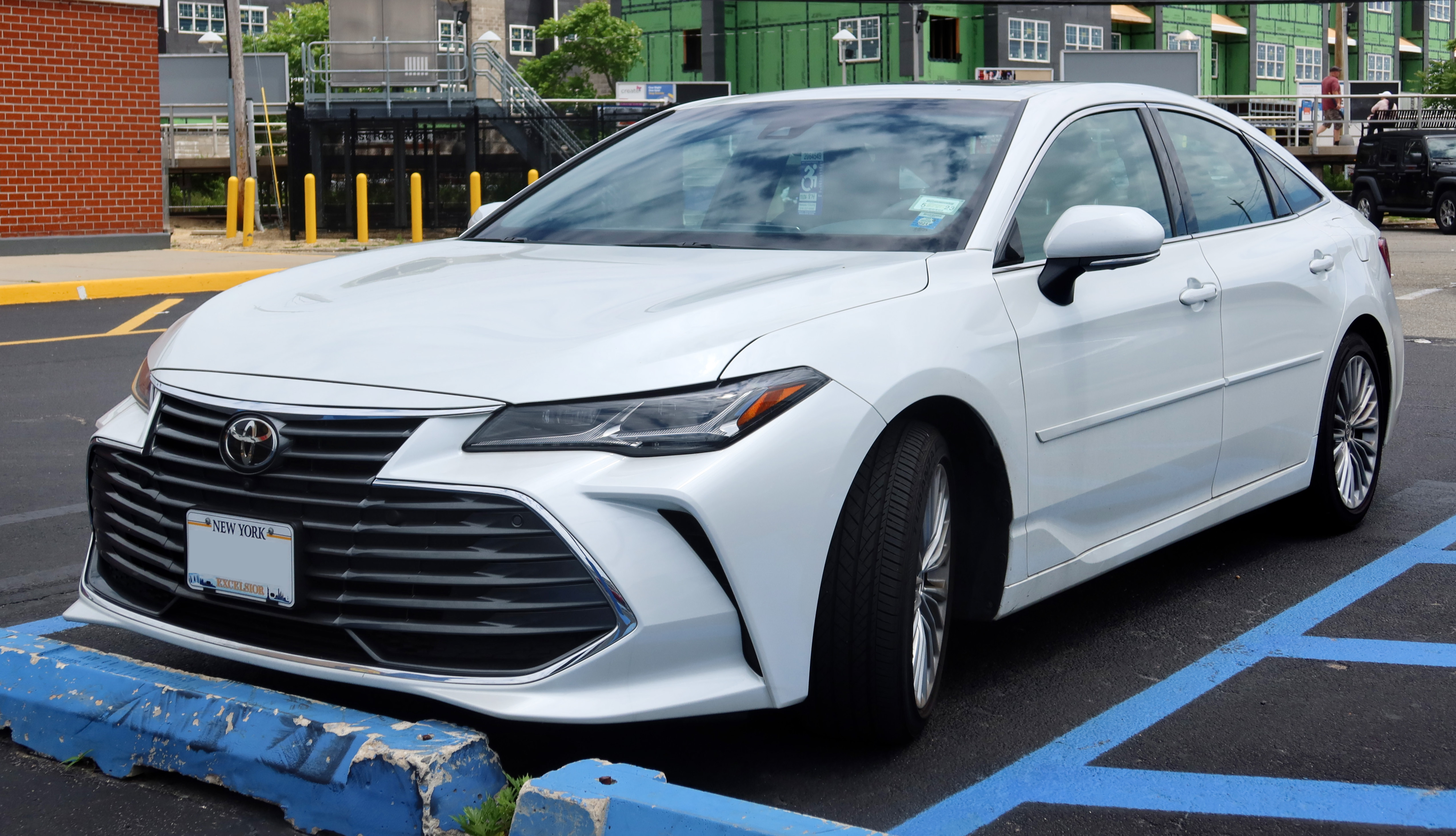
تويوتا افالون
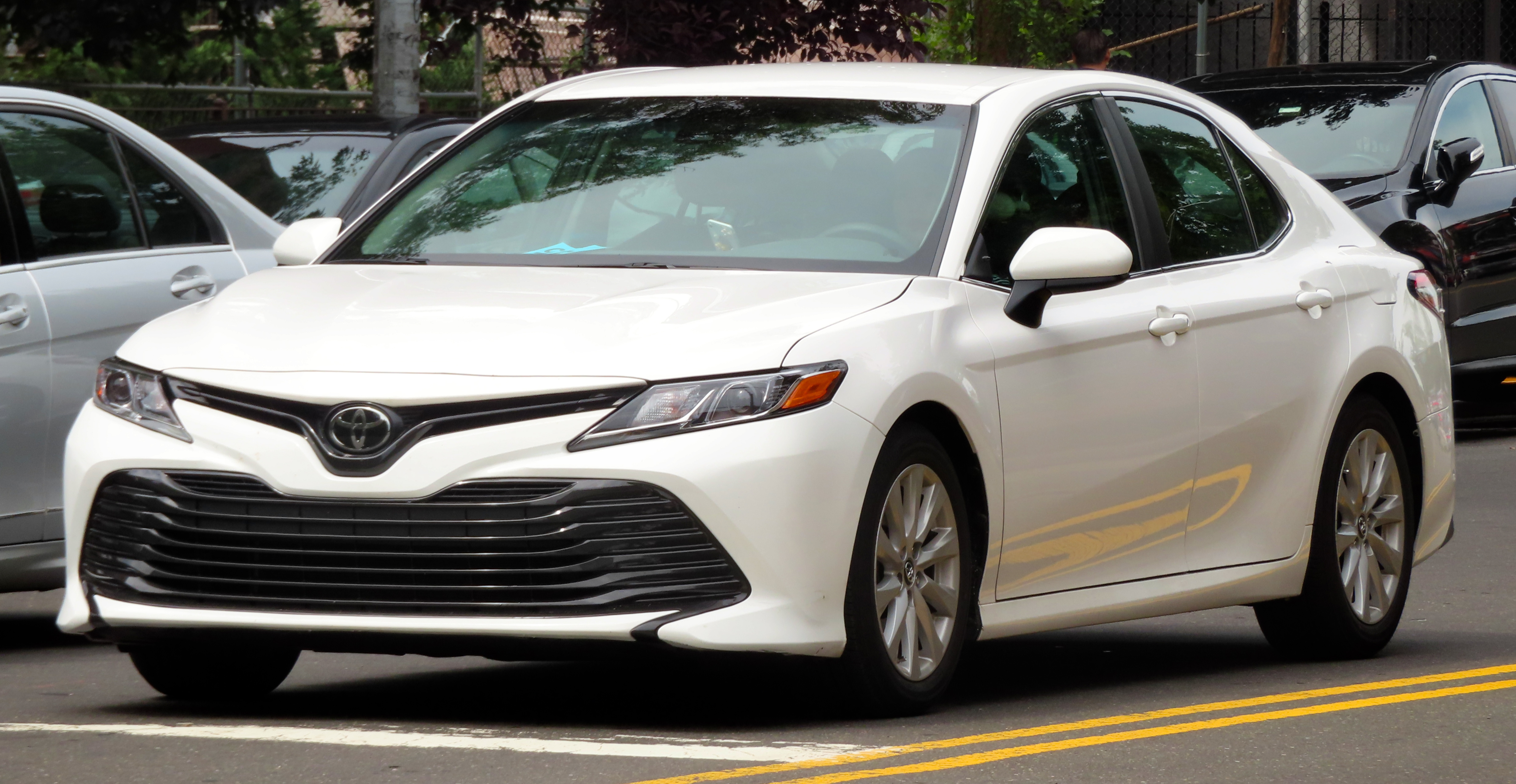
تويوتا كامري ال اي
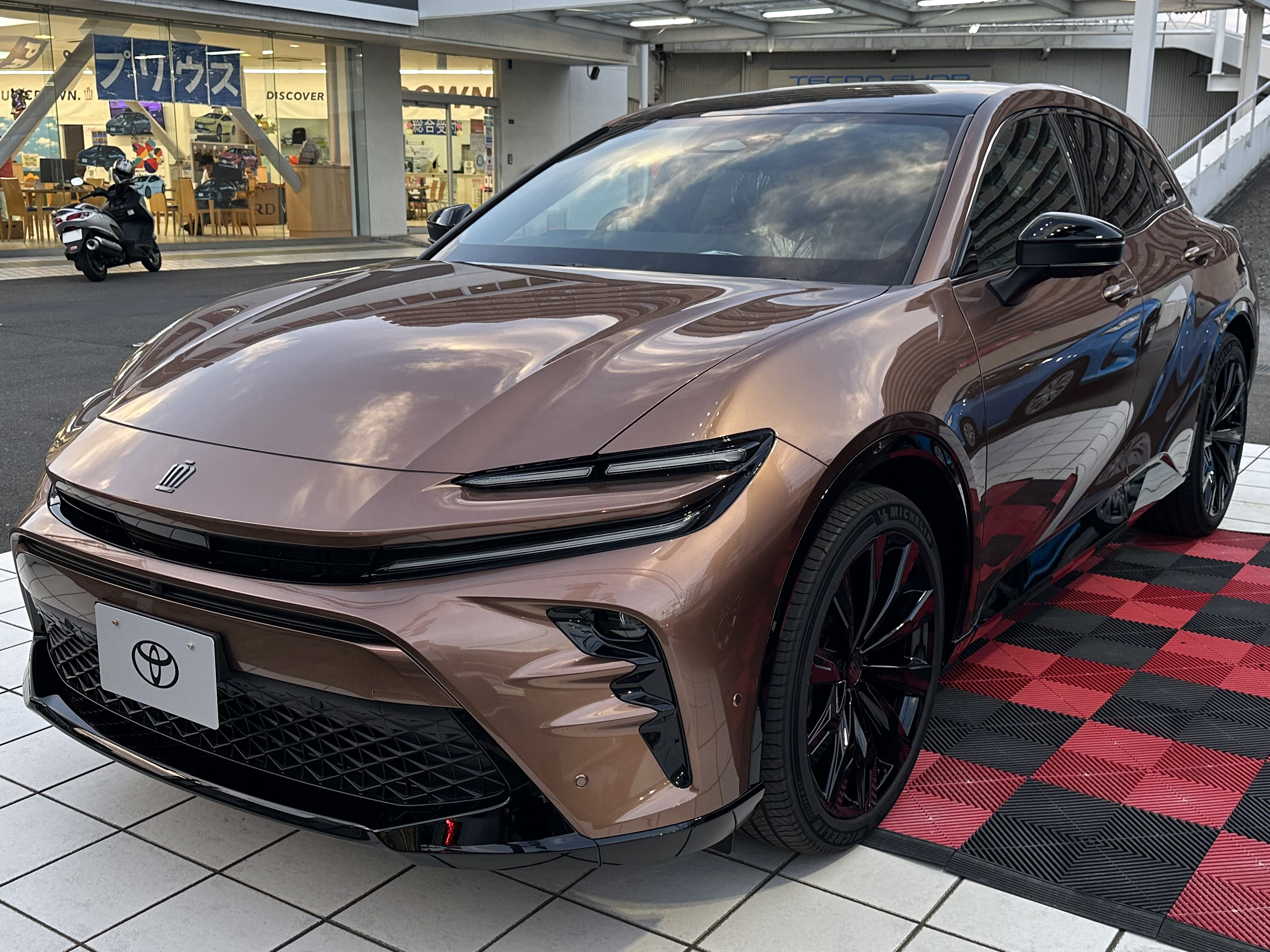
تويوتا كراون سبورت
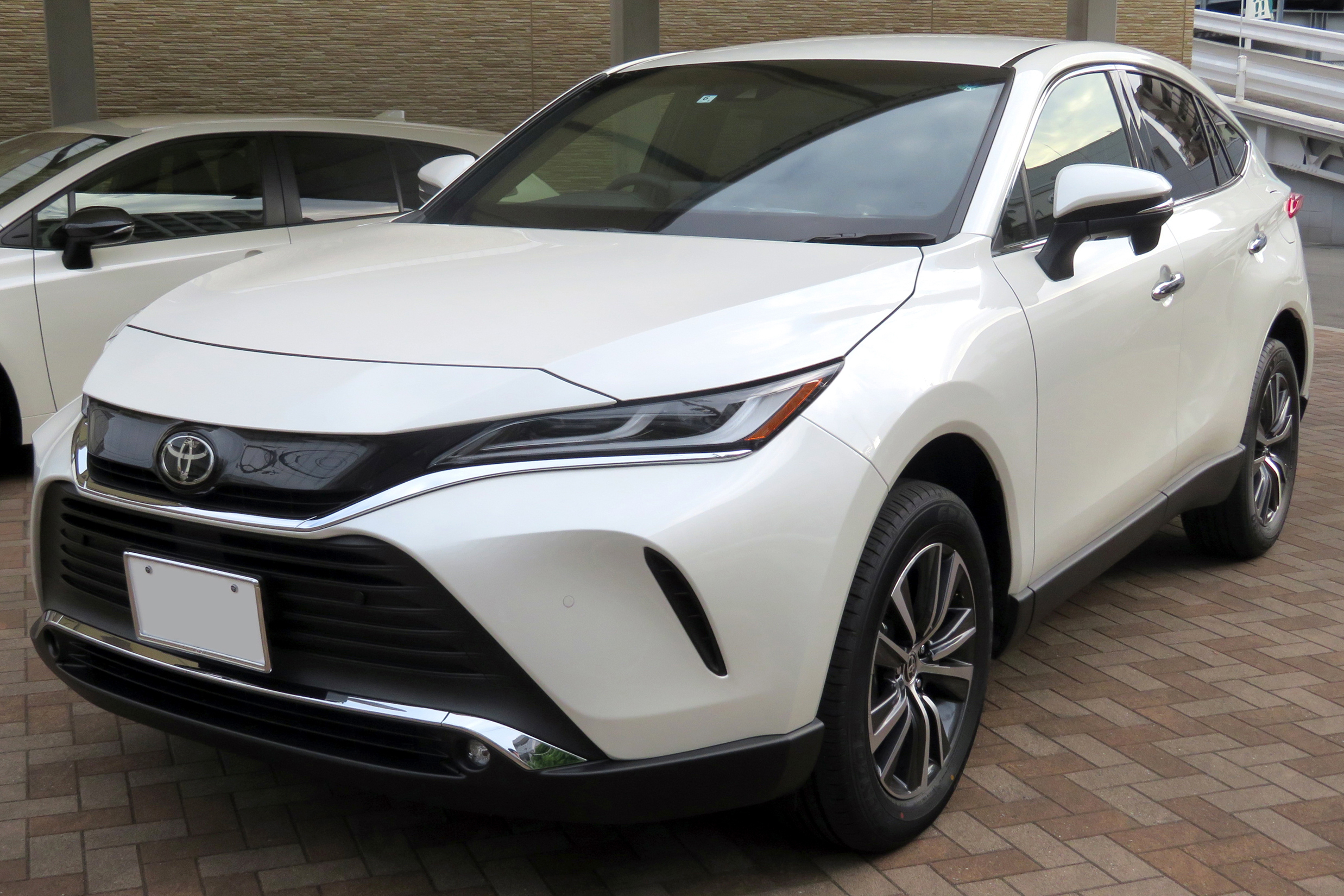
تويوتا هاريير
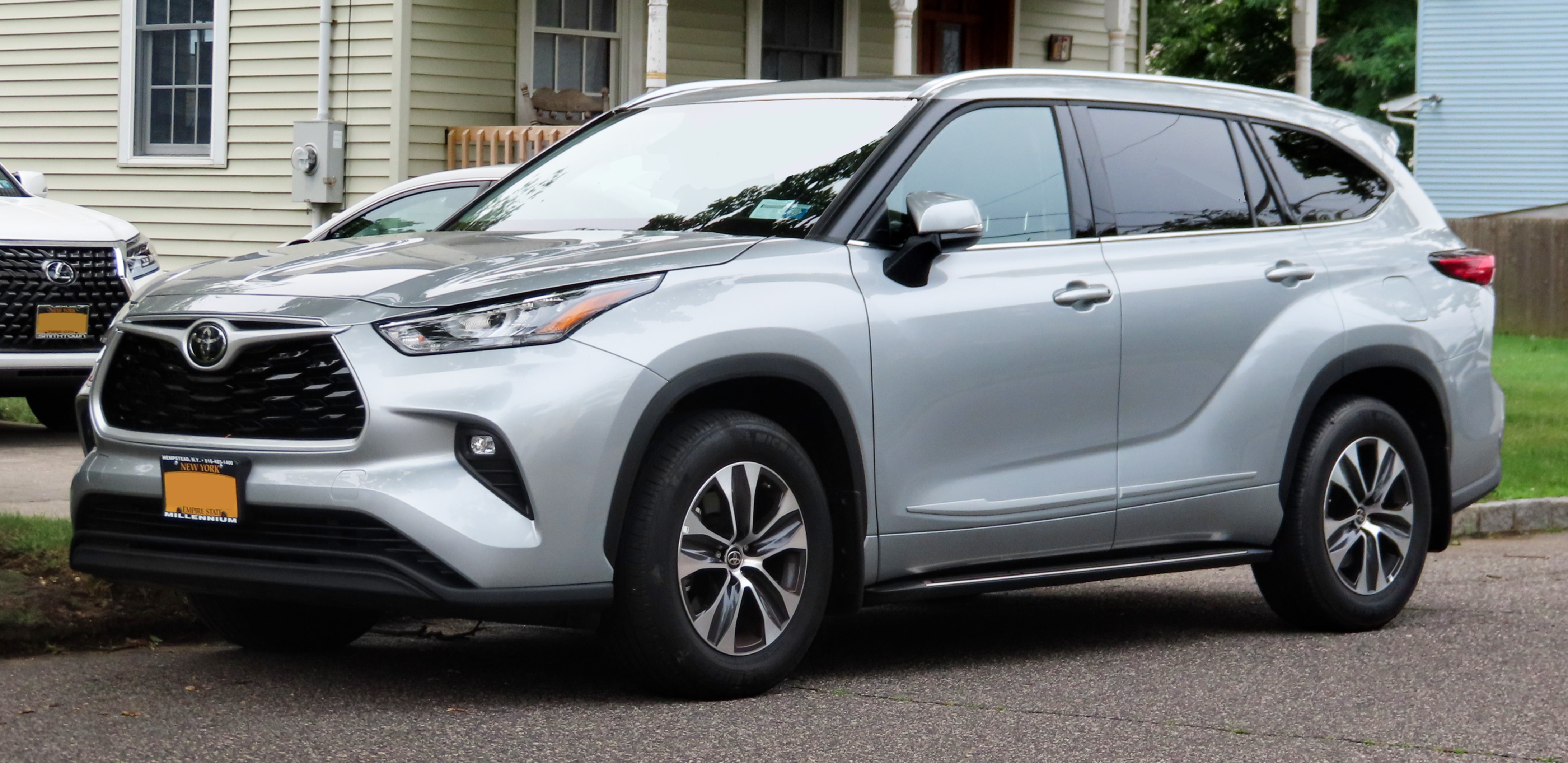
تويوتا هايلاندر
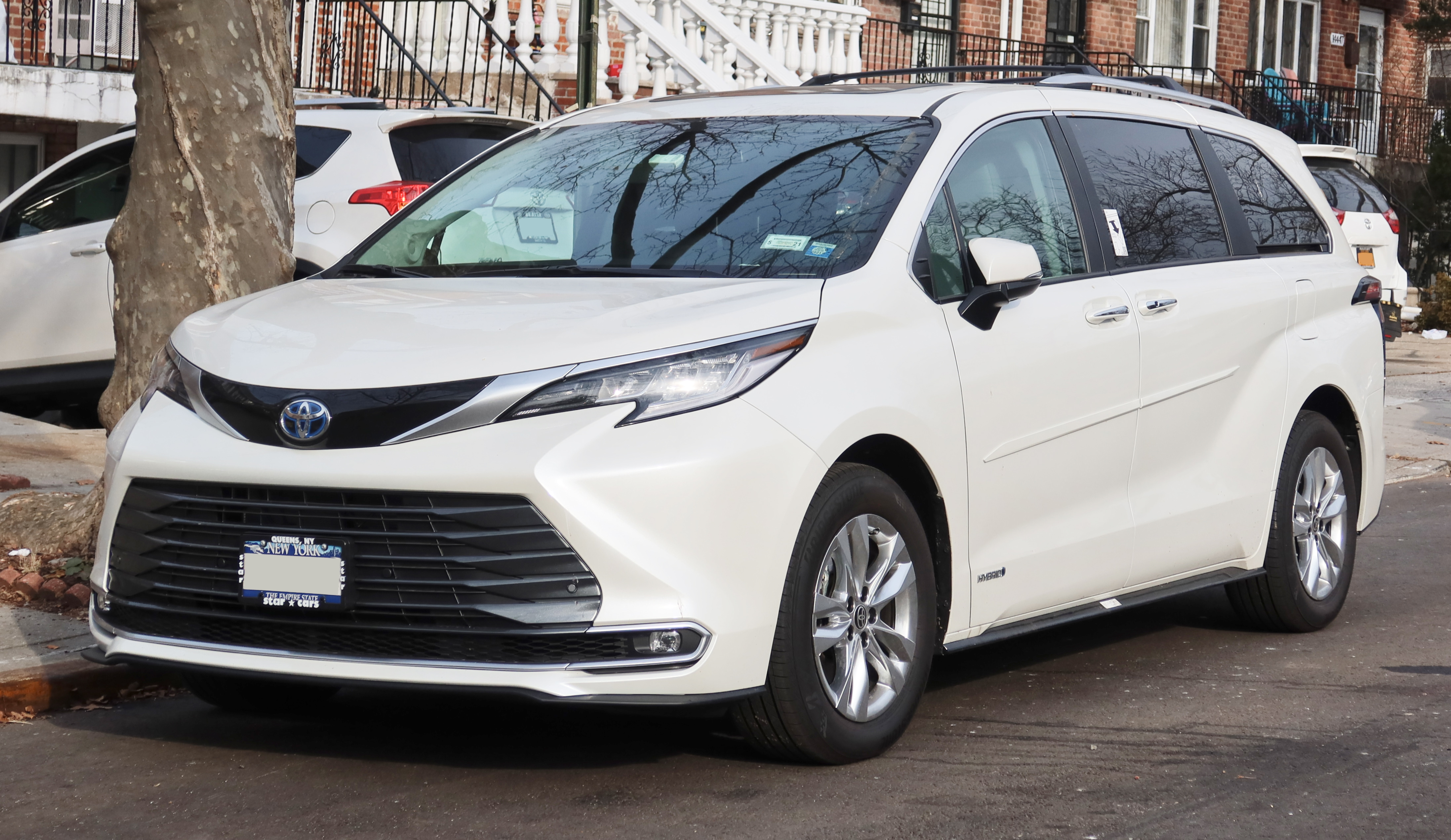
تويوتا سيينا
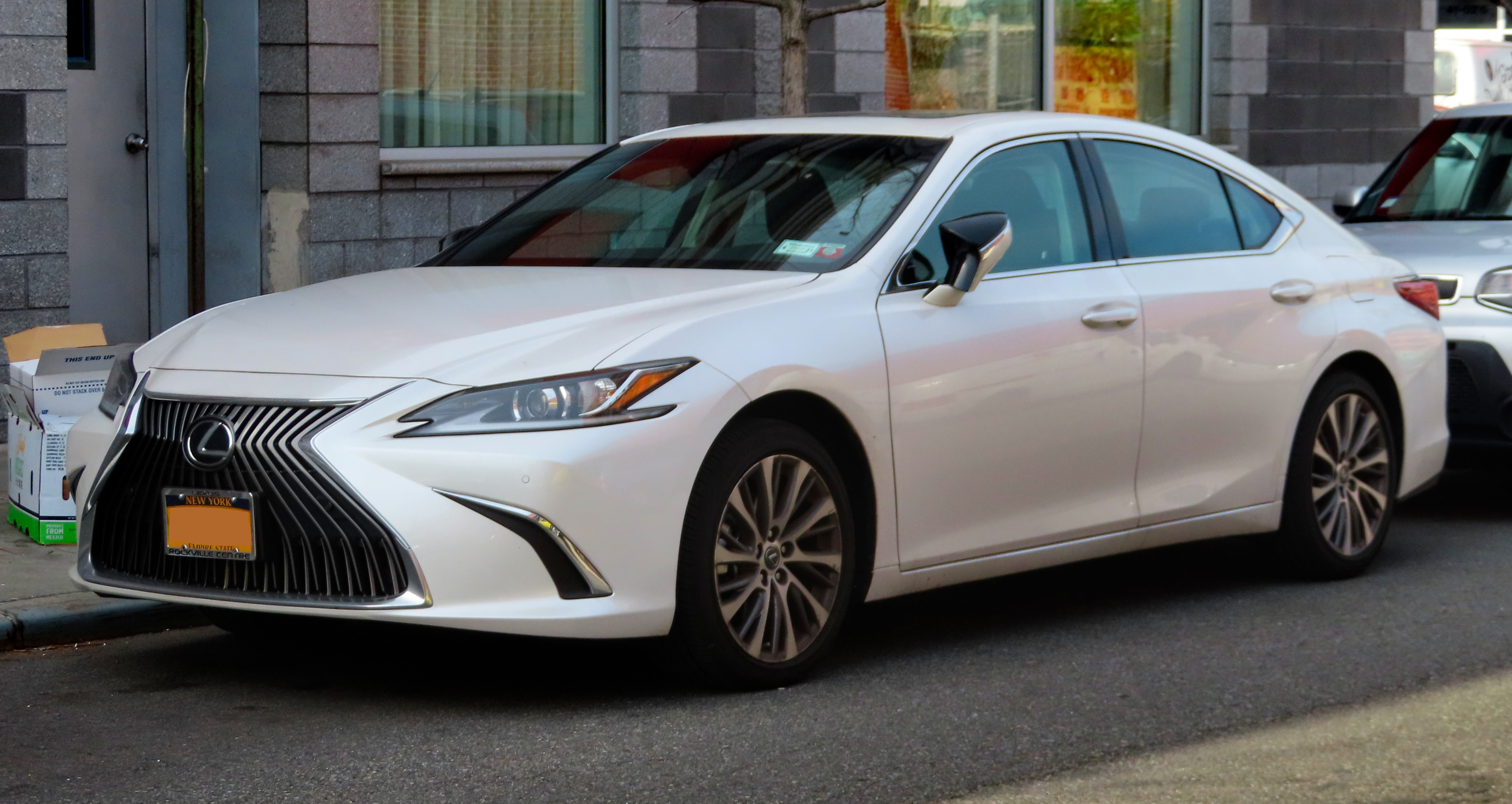
لكزس اي اس
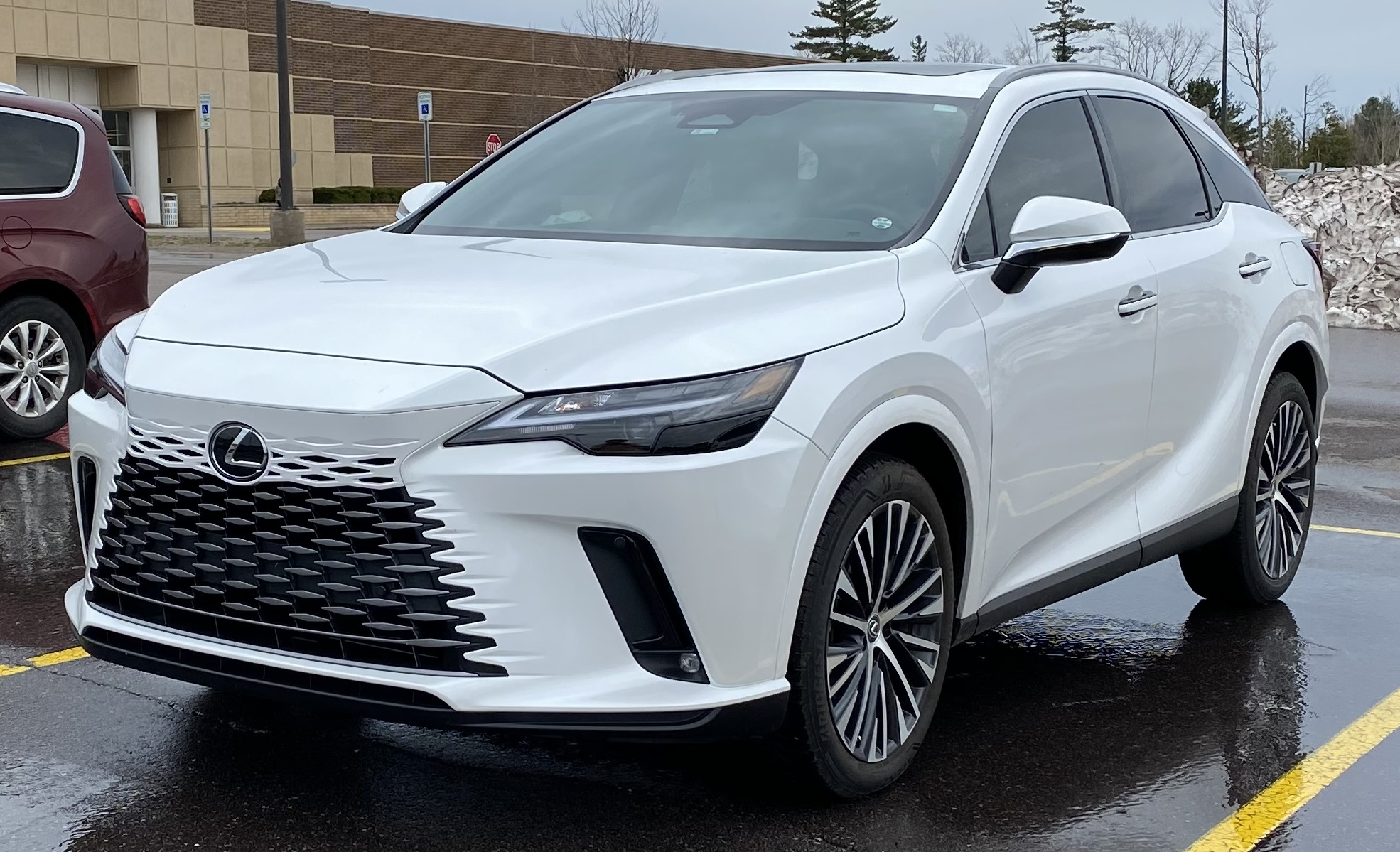
لكزس ار اكس
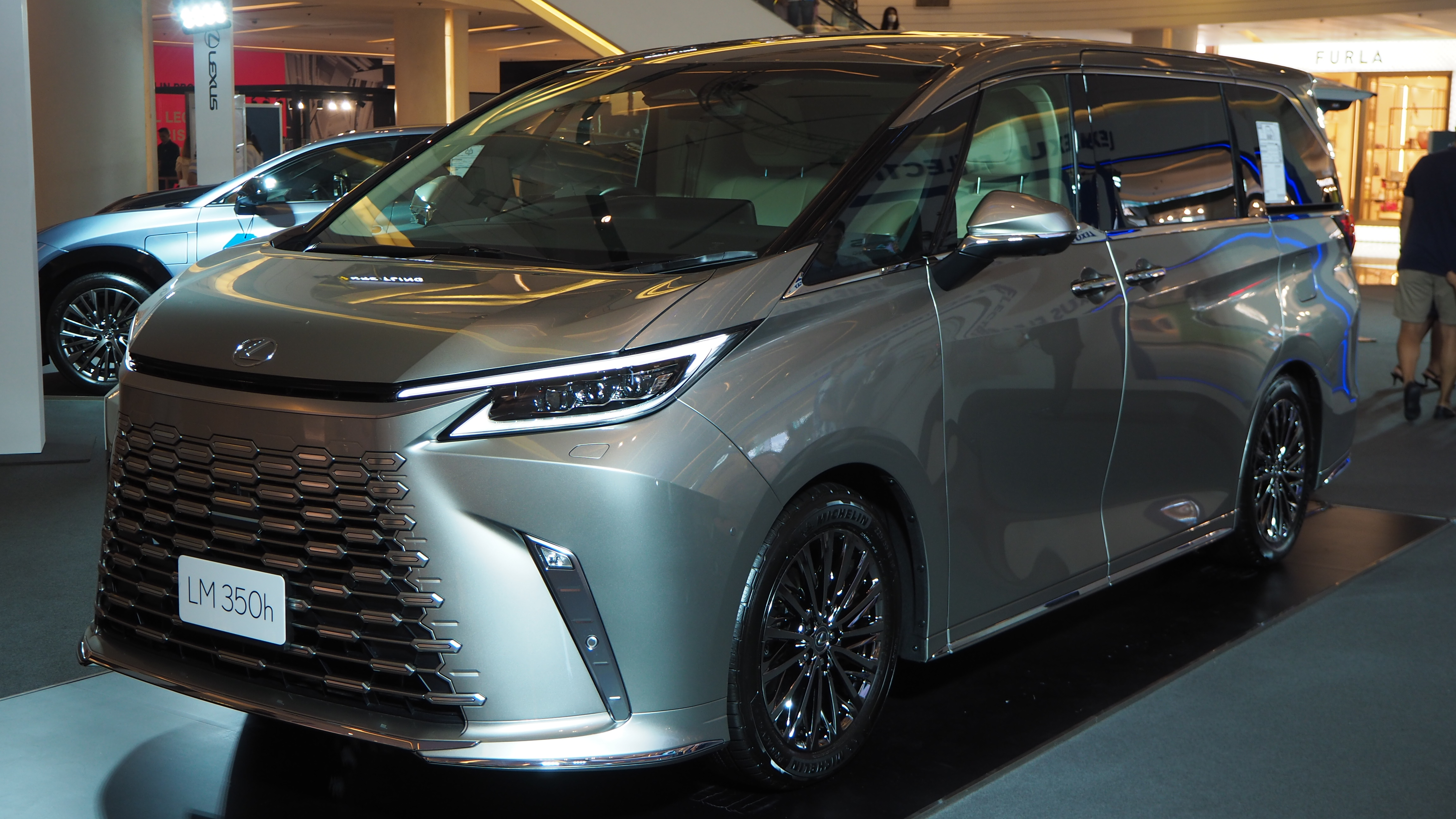
لكزس ال ام

## TNGA-L (GA-L)
تُستخدم المنصة للسيارات ذات الهيكل الموحد في فئات السيارات التنفيذية (E-segment)، والسيارات الفخمة كاملة الحجم (F-segment)، والسيارات الرياضية السياحية الفخمة (S-segment). تتوفر المنصة بنوعي الدفع الخلفي والكلّي، وتستخدم محركًا طوليًا. كما تدعم المنصة قاعدة عجلات بطول يتراوح بين 2,870 و 3,125 مم (113.0 و 123.0 بوصة). كما اُنتجت سيارة كراون بإصدار ضيق بعرض 1,800 مم (70.9 بوصة). تحل منصة TNGA-L محل منصة N القديمة.
السيارات التي تستخدم المنصة (بناءً على سنة الصنع):
- تويوتا كراون - S220 (2018-2022)
- تويوتا كراون سيدان - S230 (2023 حتى الآن)[40]
- تويوتا ميراي - JPD20 (2020 حتى الآن)
- لكزس إل سي [الإنجليزية]- Z100 (2017 حتى الآن)[41]
- لكزس إل إس - XF50 (2017 حتى الآن)

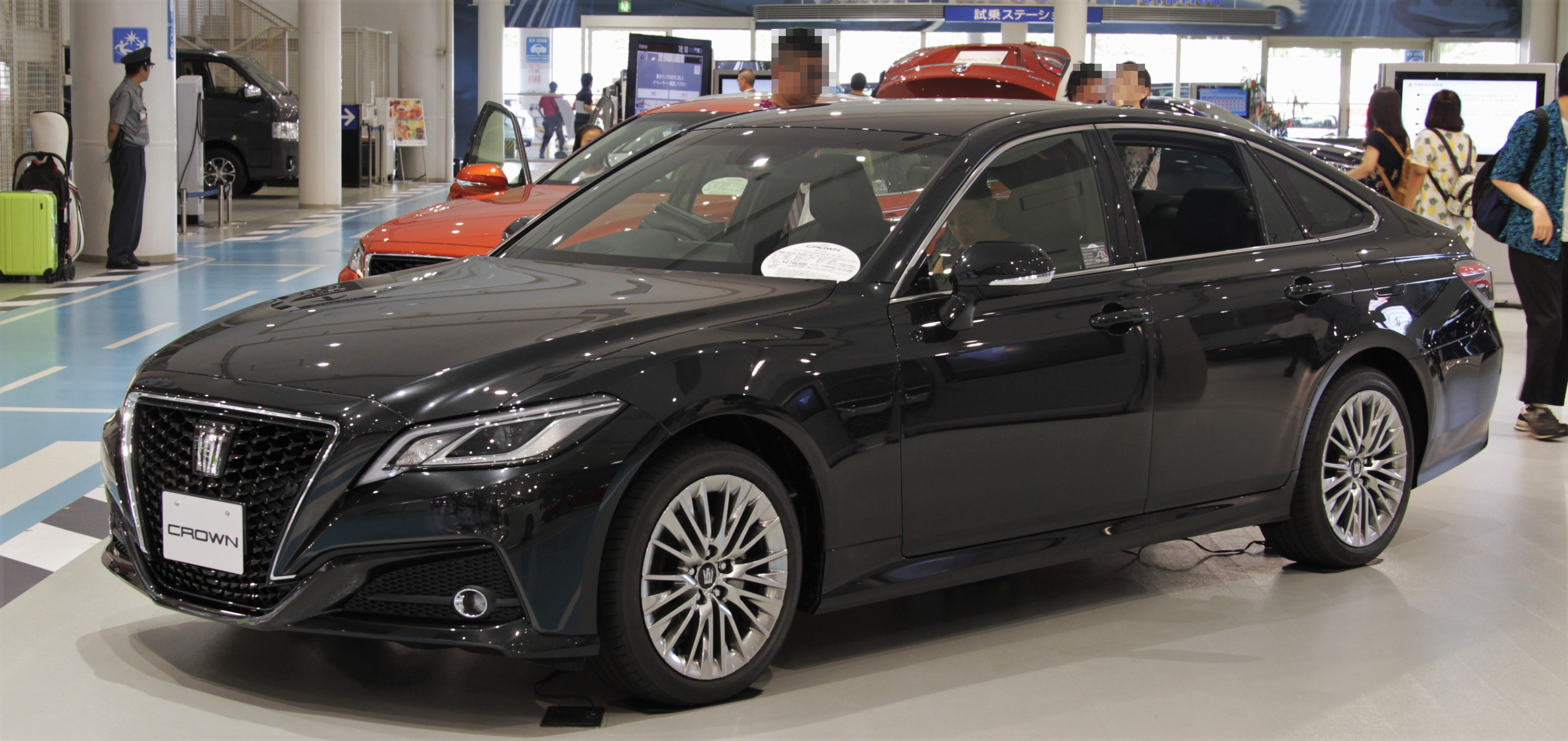
تويوتا كراون
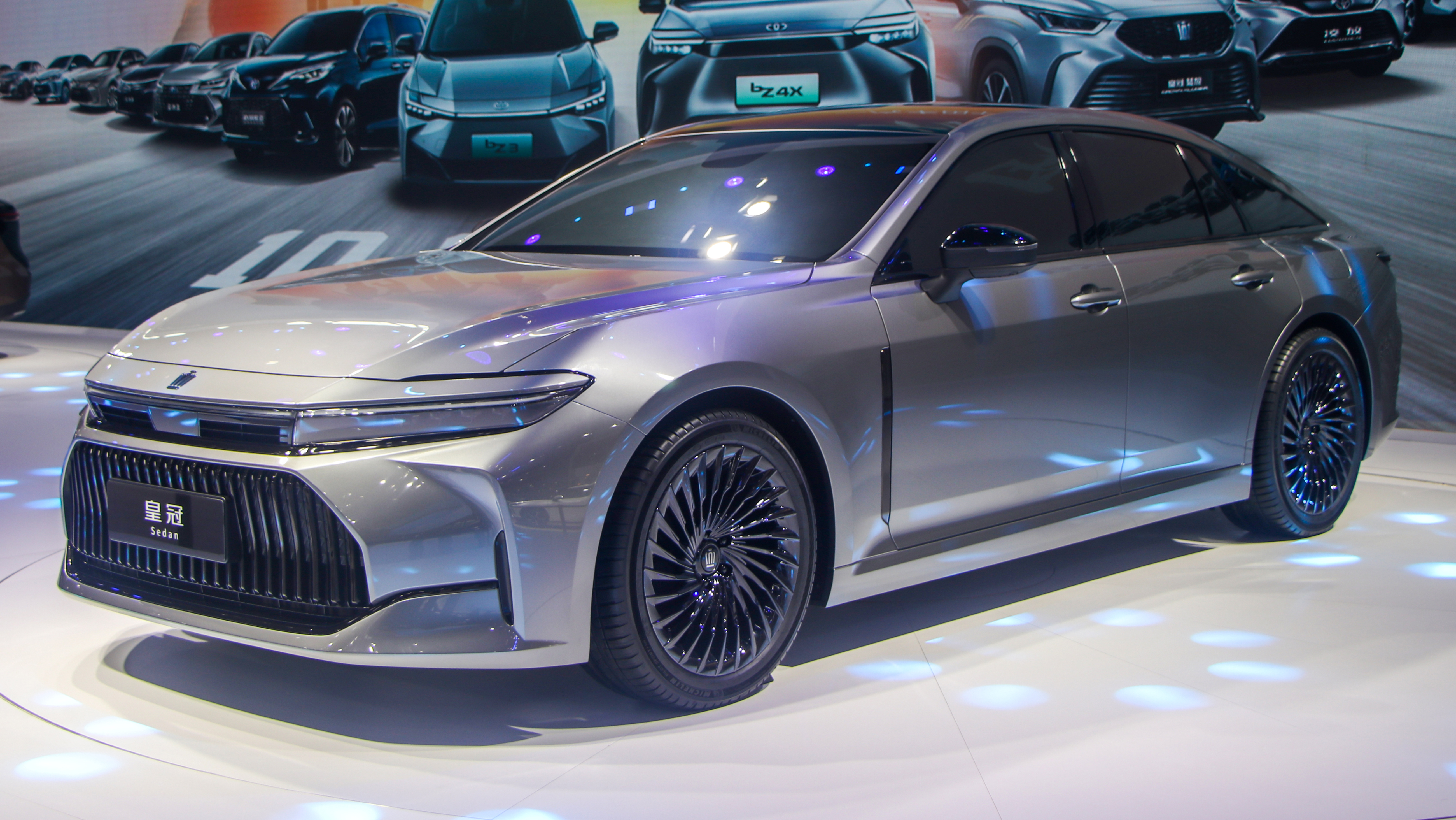
تويوتا كراون سيدان
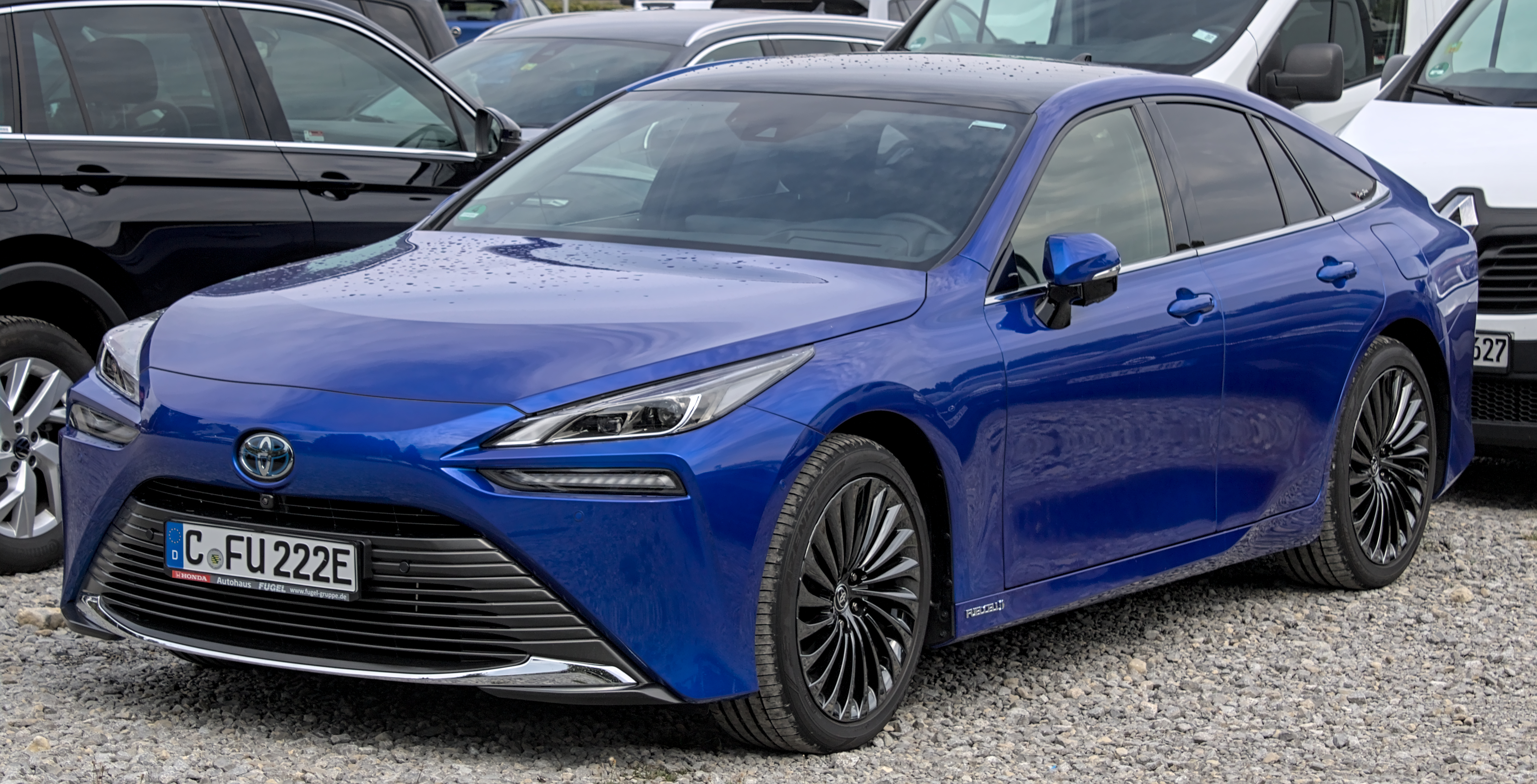
تويوتا ميراي
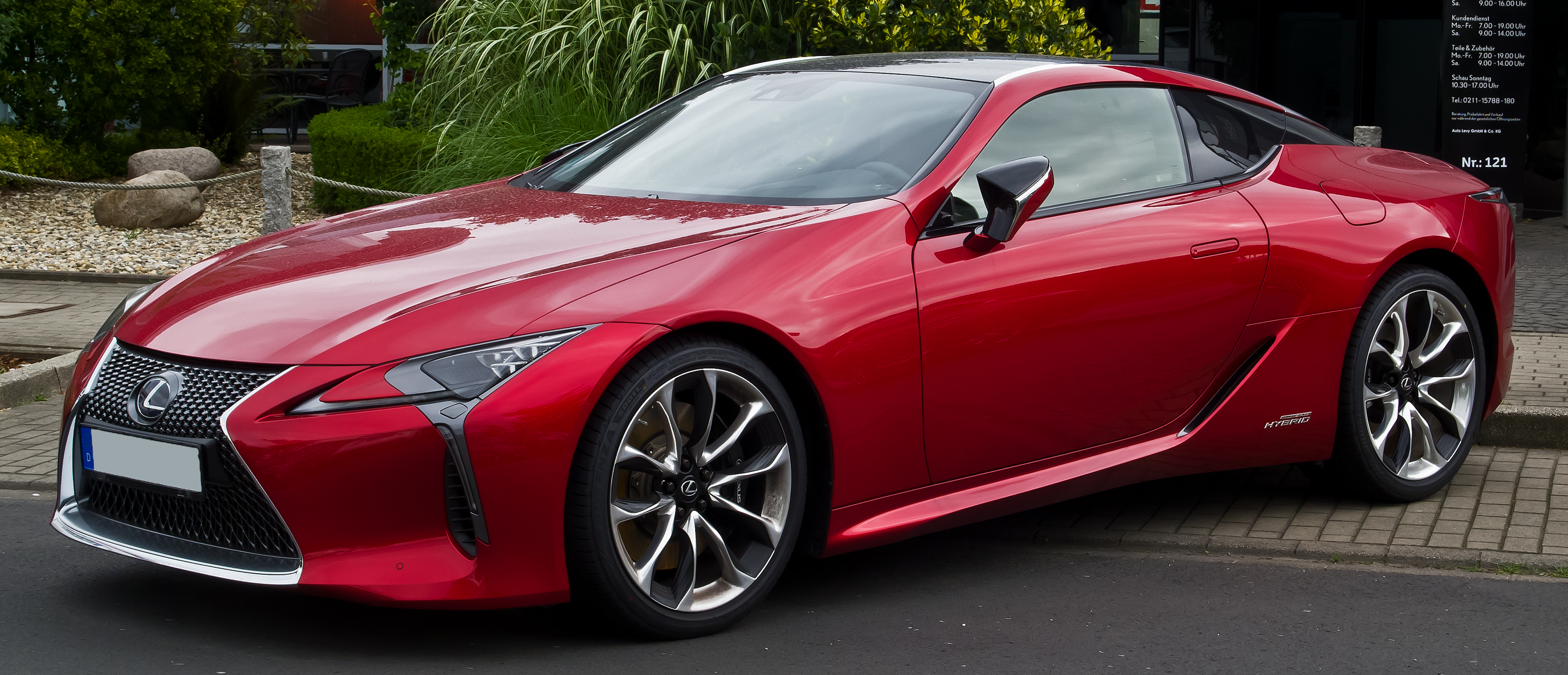
لكزس ال سي
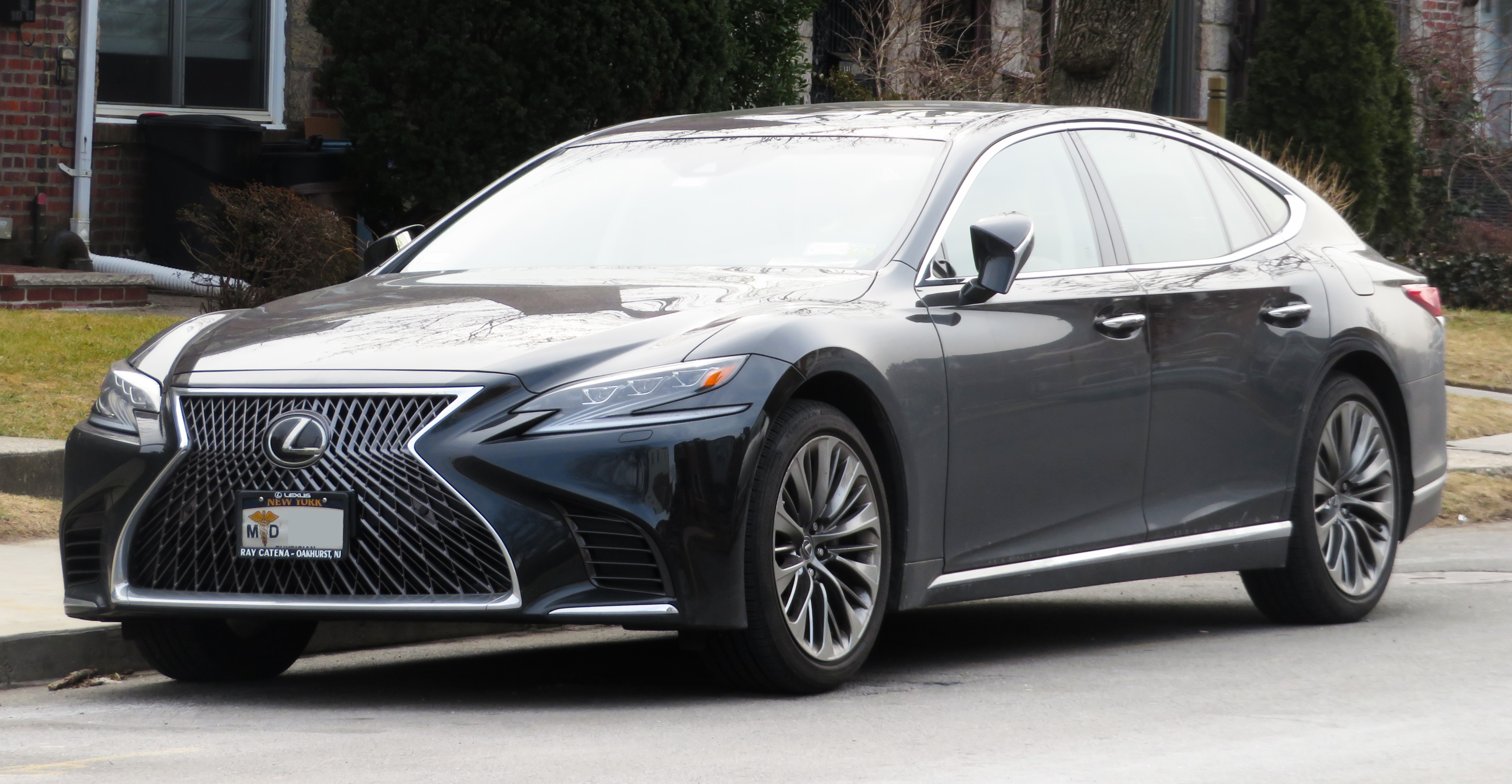
لكزس ال اس

## e-TNGA
المركبات التي تستخدم المنصة (بناءً على سنة الصنع):
- تويوتا بي زد 3 — EA10L (2023 إلى الوقت الحاضر) [42]
- تويوتا بي زد 4 أكس— EA10 (2022 إلى الوقت الحاضر) [43] [44]
  - سوبارو سولتيرا (2022 إلى الوقت الحاضر) [43] [44]
- لكزس أر زد [الإنجليزية] - EB10 (2022 إلى الوقت الحاضر) [45]

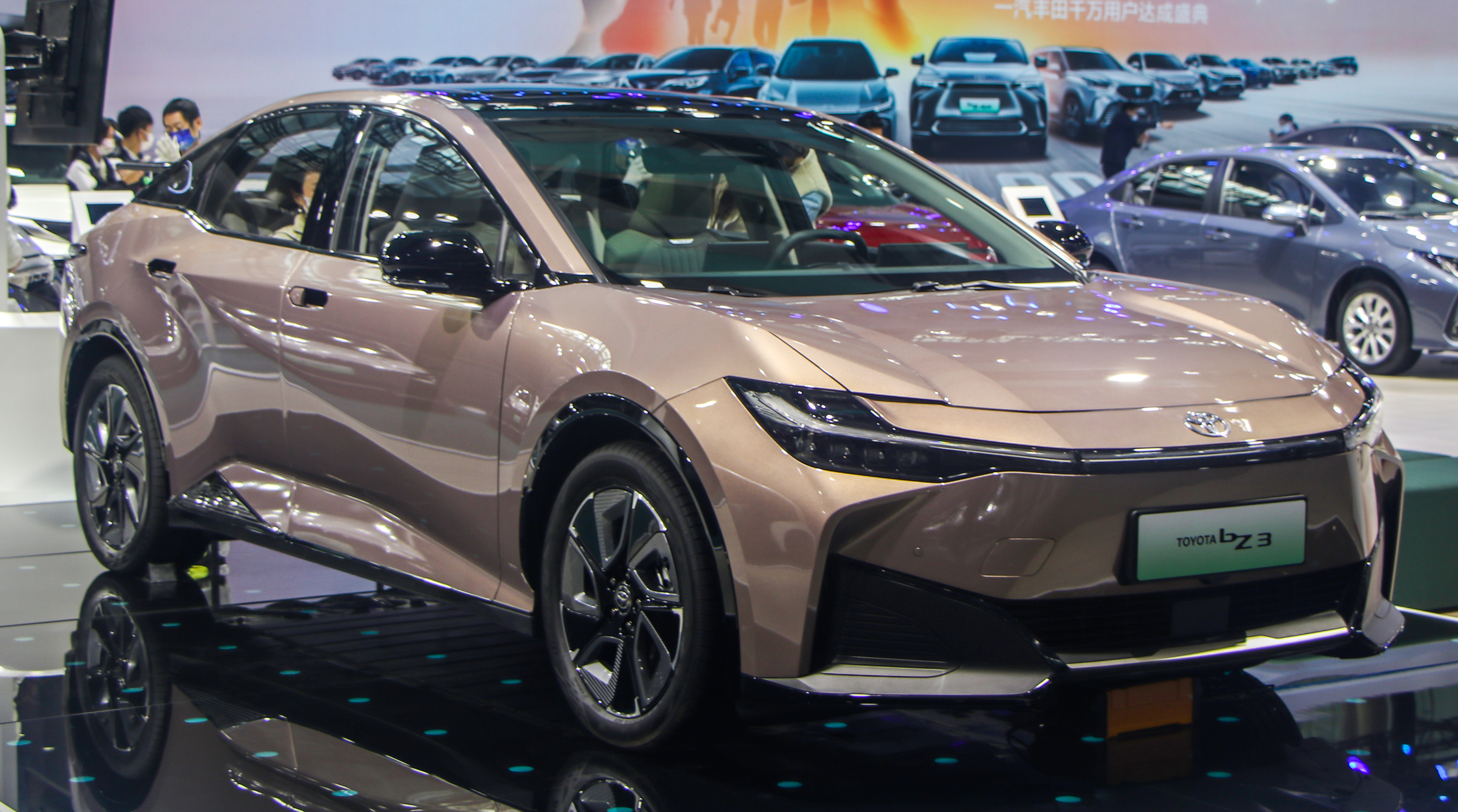
تويوتا بي زد 3
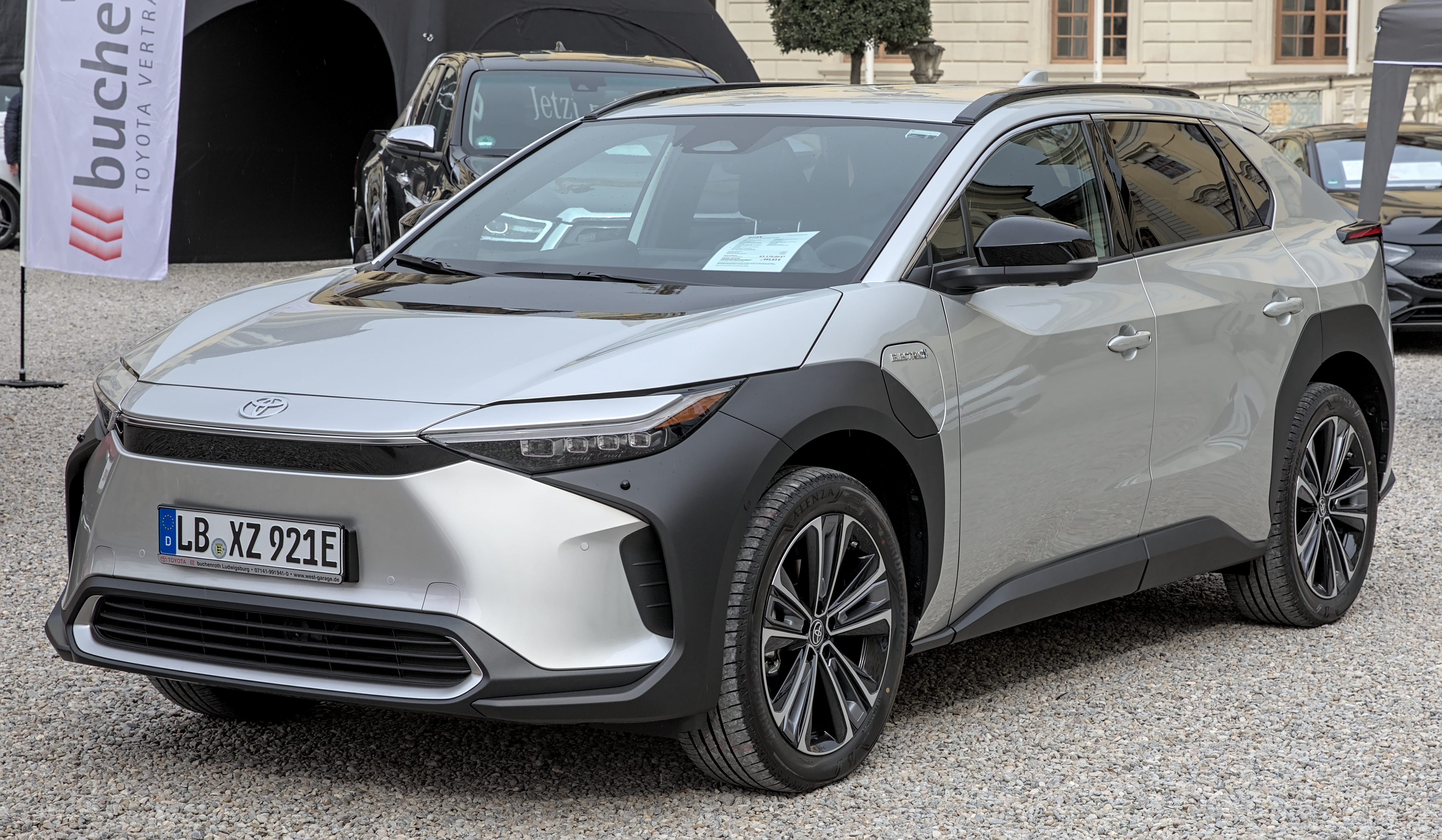
تويوتا بي زد 4 اكس
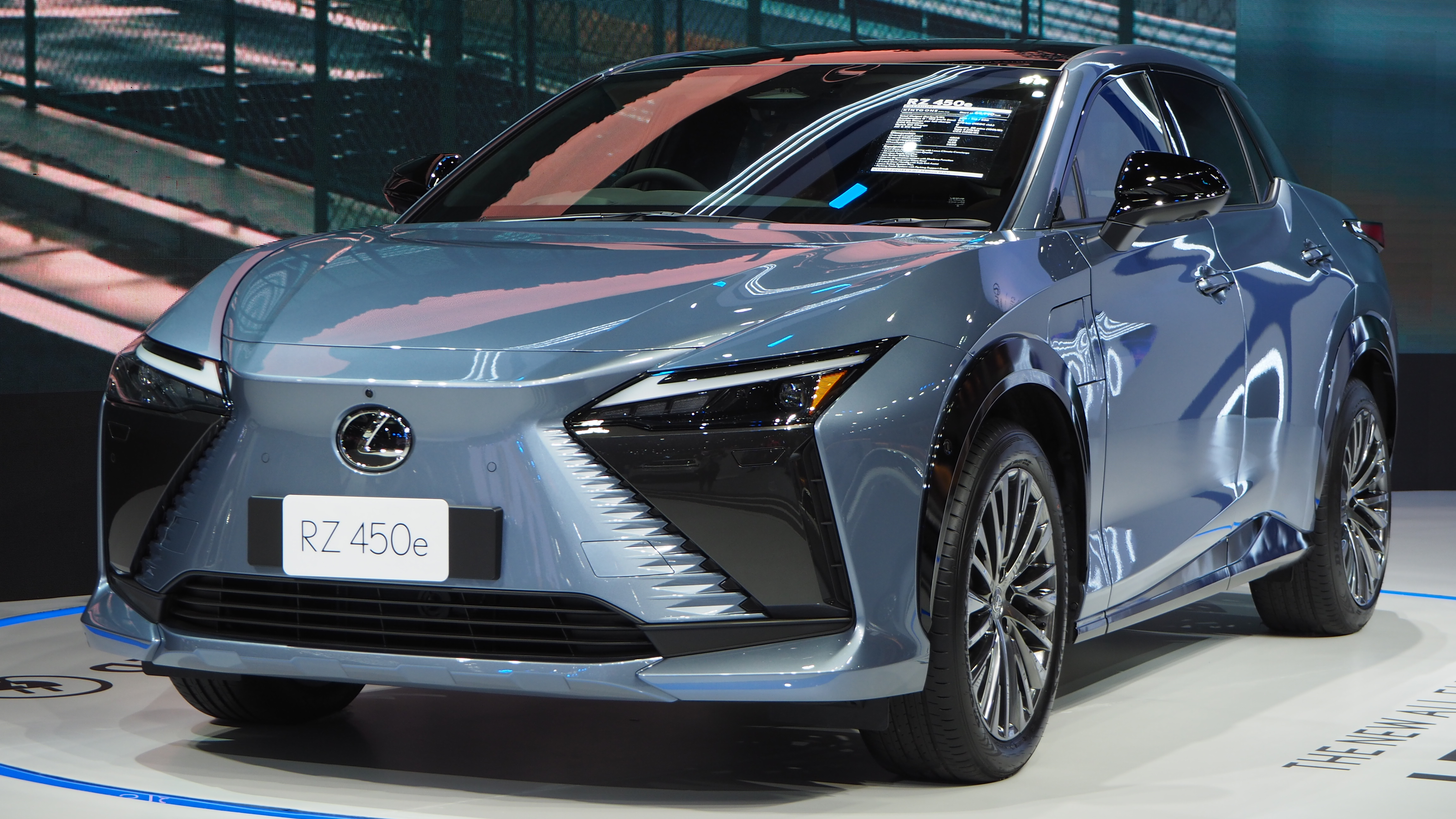
لكزس آر زاد

## انظر ايضا
- محرك تويوتا ديناميك فورس

## روابط خارجية
- الموقع الرسمي